# Histoire de Reggio de Calabre

Armoiries de Reggio de Calabre.

Pour un article plus général, voir Reggio de Calabre.
L'histoire de Reggio de Calabre débute par la fondation de la ville au VIIIe siècle av. J.-C. sous la forme d'une colonie grecque voire plusieurs millénaires avant si l'on tient compte de ses origines mythiques. C'est une cité florissante au temps de la Grande-Grèce et elle conserve son dynamisme tout au long de l'Antiquité par le biais de son alliance indéfectible avec Rome. Elle devient à la période médiévale l'une des métropoles chrétiennes de l'Empire byzantin avant de passer successivement aux mains des Normands, des Souabes, des Angevins et des Aragonais, sous lesquels elle suit les destinées des royaumes de Sicile puis de Naples, avant d'intégrer le royaume des Deux-Siciles qui sera unifié au reste de l'Italie en 1861. Éprouvée par de violents tremblements de terre en 1562 et 1783, elle est pratiquement rayée de la carte par un énième séisme suivi d'un tsunami en 1908 et renaît sous le signe du Liberty, courant architectural très en vogue à cette époque, mais doit subir les bombardements de la Seconde Guerre mondiale qui engendrent de nouvelles destructions massives. Après-guerre, elle connaît une croissance spectaculaire qui est brusquement interrompue au tout début des années 1970, lorsqu'elle devient le théâtre de grands bouleversements régionaux dont les répercussions vont la plonger dans vingt ans de marasme économique et de troubles sociaux dont elle ne se remet pleinement qu'au tournant du nouveau millénaire. Aujourd'hui, bénéficiant de son emplacement au cœur de la Méditerranée, Reggio connaît une certaine relance économique par le tourisme mais peine à rattraper son retard sur d'autres villes italiennes.

## Protohistoire

### Mythes fondateurs

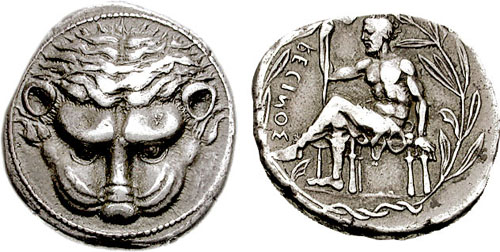
Tétradrachme du orné du lion de Némée (symbole historique de la cité) et du mythique roi Iocaste.

L'historien juif Flavius Josèphe raconte que Reggio aurait été fondée à l'emplacement d'une cité plus ancienne dont il attribue la fondation à Aschenez, arrière-petit-fils de Noé, qui aurait accosté sur les côtes calabraises vers 2 000 av. J.-C. Cet épisode mythique est commémoré dans la toponymie locale, où une rue du centre-ville porte le nom de « via Aschenez ».
Les légendes grecques attribuent sa fondation à Iocaste (Ἰοκάστης), fils du maître des vents Éole, qui aurait succombé à la morsure d'un serpent et dont le mausolée monumental serait situé sur le promontoire de la punta Calamizzi (aujourd'hui disparu), connu dans l'Antiquité sous le nom de Pallantion. La figure de Iocaste, désigné oikiste de la cité dans la tradition chalcidienne, apparaît au Ve siècle av. J.-C. sur les pièces de monnaie locales où il est représenté en position assise et tenant un bâton, parfois accompagné d'un serpent qui s'apprête à le mordre au bras.
Selon un autre mythe, Héraclès, revenant d'Ibérie avec les bœufs de Géryon, serait passé par là. C'est alors qu'une de ses bêtes se sépara du troupeau et, prenant la fuite, prit la mer jusqu'en Sicile. Le héros, éprouvé par ses aventures, souhaitait s'assoupir sous un arbre mais, agacé par le chant monotone des cigales, il obtint des dieux qu'ils les fassent taire afin de pouvoir se reposer convenablement avant de franchir le détroit à la nage. Cette légende devait revêtir une dimension symbolique forte à Rhêgion, dont les monnaies les plus anciennes, frappées entre 550 à 493 av. J.-C., représentent le bœuf Androposopos surmonté d'une cigale.

### Occupations préhelléniques et nom d'«Italie»

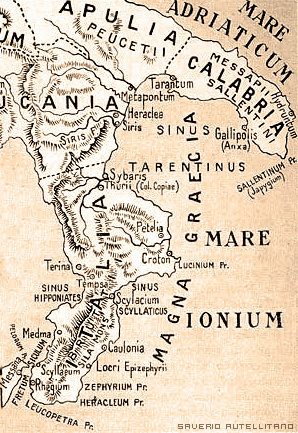
Carte ancienne de l'« Italia » correspondant à la Calabre moderne.

Quoiqu'il en soit, les sources historiques plus fiables évoquent la présence de différentes peuplades sur le site d'Erythra (Ερυθρα), les Ausones, les Œnôtres, les Italòi et les Morgètes, avant la fondation de la cité grecque. Diodore de Sicile et Denys d'Halicarnasse rapportent à leur sujet que les Ausones sont arrivés les premiers dès le XVIe siècle av. J.-C., que les Italòi n'étaient qu'une ramification des Œnôtres régnant sur toutes les autres, et enfin que les Morgètes ne faisaient à l'origine qu'un avec les Sicules mais qu'ils s'en sont distingués en restant sur la péninsule contrairement à leurs compatriotes qui donnèrent leur nom à la Sicile.

Le noyau restreint demeuré sur la rive continentale du détroit est gouverné à une certaine époque par un roi-patriarche dont la sagesse et la générosité auraient conquis le cœur de ses sujets et qui entrerait dans la légende à titre posthume sous le nom d'Italos (son fils, Morgète, sera roi des Morgètes). Le peuple local prendra par la suite le nom d'Italòi que les Grecs appliqueront à toutes les populations de la pointe de la botte. Le toponyme se consolidant dans l'usage courant, les habitants des cités-États grecques d'Italie seront désignés collectivement comme des Italiotes par les Grecs puis des Italiques par les Romains, qui ne finiront par s'approprier le nom Italia que bien plus tard pour désigner l'ensemble de la péninsule italienne jusqu'aux Alpes à la suite de la conquête de la Gaule cisalpine par Jules César.
Italos était un homme bon et sage.
Denys d'Halicarnasse
Selon d'autres récits moins répandus, le nom « Italia » serait davantage lié au passage d'Héraclès et ses bœufs dérobés à Géryon ; « bœuf » se traduisant par uitlu dans la langue sabellique vraisemblablement parlée par les populations locales avant leur hellénisation progressive, à comparer avec le latin uitellus et même à l'italien moderne vitello, qui désignent le veau.

### Colonie chalcidienne

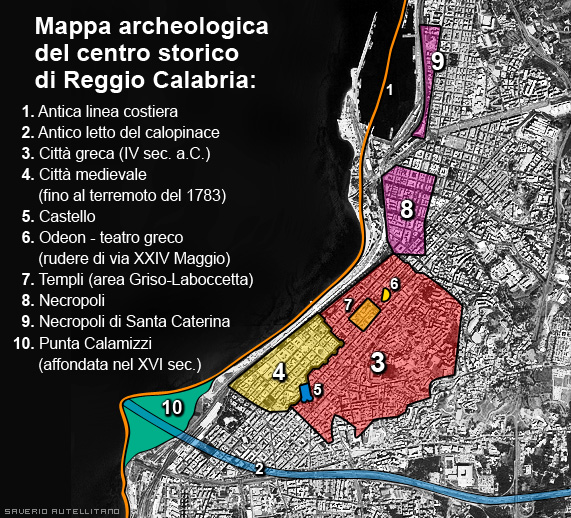
Plan archéologique de l'ancien centre historique de Reggio.

La cité grecque de Rhêgion est fondée par des colons ioniens originaires de Chalcis, sur l'île d'Eubée, comme beaucoup d'autres colonies de la Grande-Grèce. D'après certaines sources antiques, ils sont bientôt rejoints par des exilés messéniens du Péloponnèse, mais la présence dorique n'y est pas attestée avec certitude avant le VIe siècle av. J.-C.
La date de fondation de la cité est conventionnellement fixée à l'été de l'an 730 av. J.-C. par les érudits modernes en se basant sur le récit de Thucydide qui n'énonce toutefois aucune année précise.
Diodore de Sicile (XIII, 23), dans son récit de la fondation de Rhêgion, cite les paroles que les colons auraient reçu de la part de l'oracle de Delphes avant de prendre la mer:
« Au point où l'Apsias, le plus saint des fleuves, verse ses eaux dans la mer, vous trouverez une femelle qui éprouve les étreintes du mâle ; là, construisez une ville, car le dieu vous accorde la contrée de l'Ausonie. »
En accostant à l'embouchure de l'Apsias (actuel Calopinace), près du promontoire de la punta Calamizzi (Pallantion), les colons aperçurent un figuier sauvage entrelacé par une vigne. Reconnaissant là la divination de l'oracle, ils décident de s'y implanter et fondent la première πόλις (polis) grecque de Calabre. Le caractère sacré du fleuve est attesté par la présence sur certaines monnaies locales d'illustrations représentant un taureau à visage humain, personnification des cours d'eau par excellence dans l'iconographie classique.
Le nom de Rhêgion est renvoyé dans les sources anciennes au verbe grec « ρήγνυμι » (règhnumi), signifiant « briser, rompre », en référence à la séparation géologique entre la Sicile et la Calabre. Toutefois, cette hypothèse est amplement contredite par les chercheurs modernes qui y voient plutôt une dérivation de la racine indo-européenne « reg », au sens de « chef, roi », en raison de l'ancien promontoire dominant les eaux du détroit qui, de l'Antiquité jusqu'au XVIe siècle, constituait le port naturel de la cité.

## Antiquité grecque

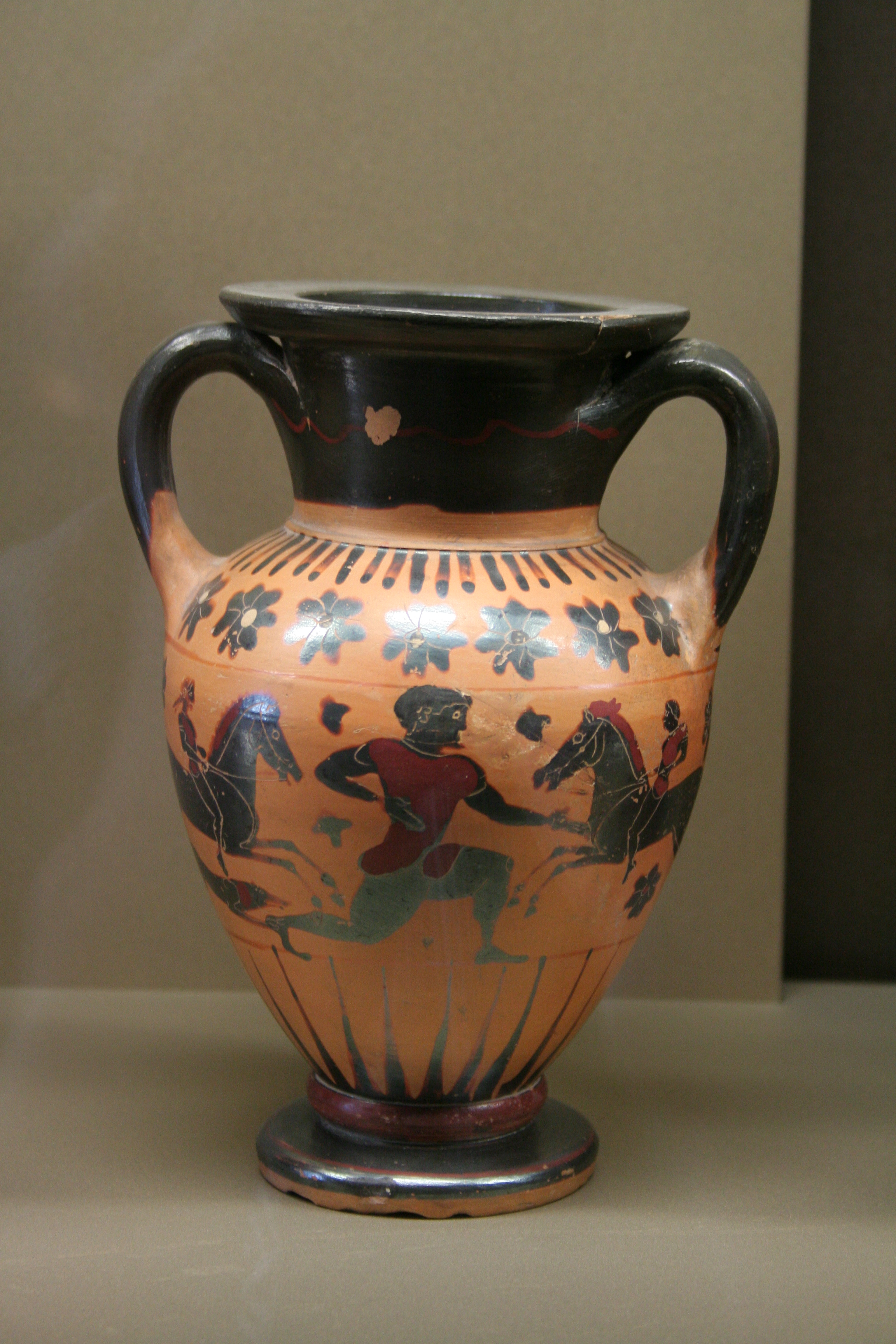
Modèle de céramique chalcidienne à figures noires trouvée à Rhêgion, exposée au musée du Louvre à Paris.

L'emplacement géographique de Rhêgion ainsi que son gouvernement éclairé en firent bien assez vite une puissance régionale fondée sur le commerce. Elle devient l'une des poleis les plus influentes et culturellement florissantes de la Grande-Grèce sous la tyrannie d'Anaxilas et conteste même l'hégémonie du détroit à Syracuse en s'emparant de Zancle.
Initialement alliée de Locri Épizéphyre, les deux poleis voisines finissent par se brouiller et s'entravent mutuellement dans leur expansion territoriale au sein de la péninsule calabraise, ce qui va inciter Rhêgion à se tourner davantage vers la Sicile, et particulièrement vers les nombreuses cités chalcidiennes avec lesquelles elle partage des liens identitaires et économiques forts. Dès les premières années de son existence, l'emprise urbaine de Rhêgion s'étend sur le versant tyrrhénien jusqu'à Medma (colonie locrienne) et Metauria (fondée par les habitants de Messéné près de l'actuelle Gioia Tauro) au nord, et sur le versant ionien au sud jusqu'à l'Halex (l'actuel torrent Galati, près de Palizzi). Plus tardivement, sous Anaxilas, la polis de Rhêgion se déploie de l'autre côté du détroit par l'occupation de Zancle. Les échanges commerciaux représentant la principale source de revenus de la colonie, la maîtrise du détroit et la surveillance des navires transitant par ce bras de mer stratégique constitue l'un des atouts majeurs de la puissance de la cité.
À l'instar de beaucoup d'autres colonies grecques, Rhêgion fonde sa propre sous-colonie de Pyxous en 471 av. J.-C. à l'embouchure du Bussento, dont le site est identifié à celui de Policastro Bussentino, hameau de la commune de Santa Marina.

### Période archaïque et «Conseil des Mille»
Les plus anciennes informations qui nous soient parvenues quant à la structure politique de Rhêgion, postérieures de plusieurs siècles à sa fondation, révèlent que la cité prend la forme d'une république aristocratique gouvernée par un hégémon généralement élu parmi la faction messénienne tandis que le pouvoir législatif est détenu par un « Conseil des Mille » dénommé escletos où ne siègent que des aristocrates. Le pouvoir est donc concentré entre les mains d'une poignée de familles privilégiées.
La démocratie est introduite dans la ville par l'adoption des lois de Charondas, éminent législateur à l'origine d'une série de réformes dans l'ensemble des colonies chalcidiennes de Grande-Grèce qu'il dote d'un code juridique avant toutes les autres cités. C'est ce qui va permettre à Rhêgion de développer une politique étrangère forte.

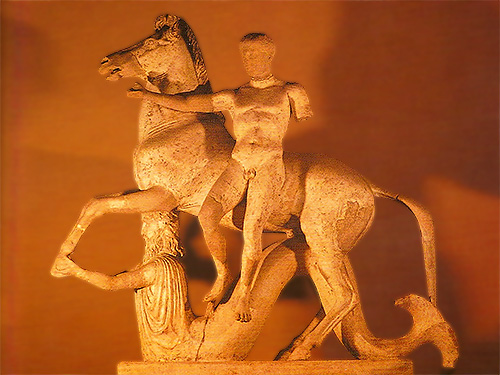
Statue équestre des Dioscures trouvée sur le site de Locri, exposée au musée national de Reggio de Calabre.

Depuis longtemps, en effet, Rhêgion souhaitait se lier d'amitié avec la cité voisine de Locri Épizéphyre, ce qui s'est subitement concrétisé en raison de l'aide prompte et décisive qu'elle apporta aux Locriens face aux Crotoniates lors de la bataille de la Sagra. Rhêgion y envoie un important contingent de troupes sous le commandement du stratège Lysistrate qui va remporter une brillante victoire en 506 av. J.-C., année à partir de laquelle les deux cités alliées instaurent avec ferveur le culte des Dioscures (Castor et Pollux), à la protection desquels la victoire est attribuée.
Cela va sans dire, ce soutien militaire n'est pas totalement dépourvu d'intérêt et revêt une dimension préventive puisque la conquête de Locri par Crotone aurait représenté une menace directe pour Rhêgion. Elle lui permet en outre d'établir une amitié fructueuse avec les Locriens qui ne laissait encore rien entrevoir de la future inimitié qui ferait des deux cités d'implacables ennemies et des rivales éternelles.

### Anaxilas et hégémonie du détroit

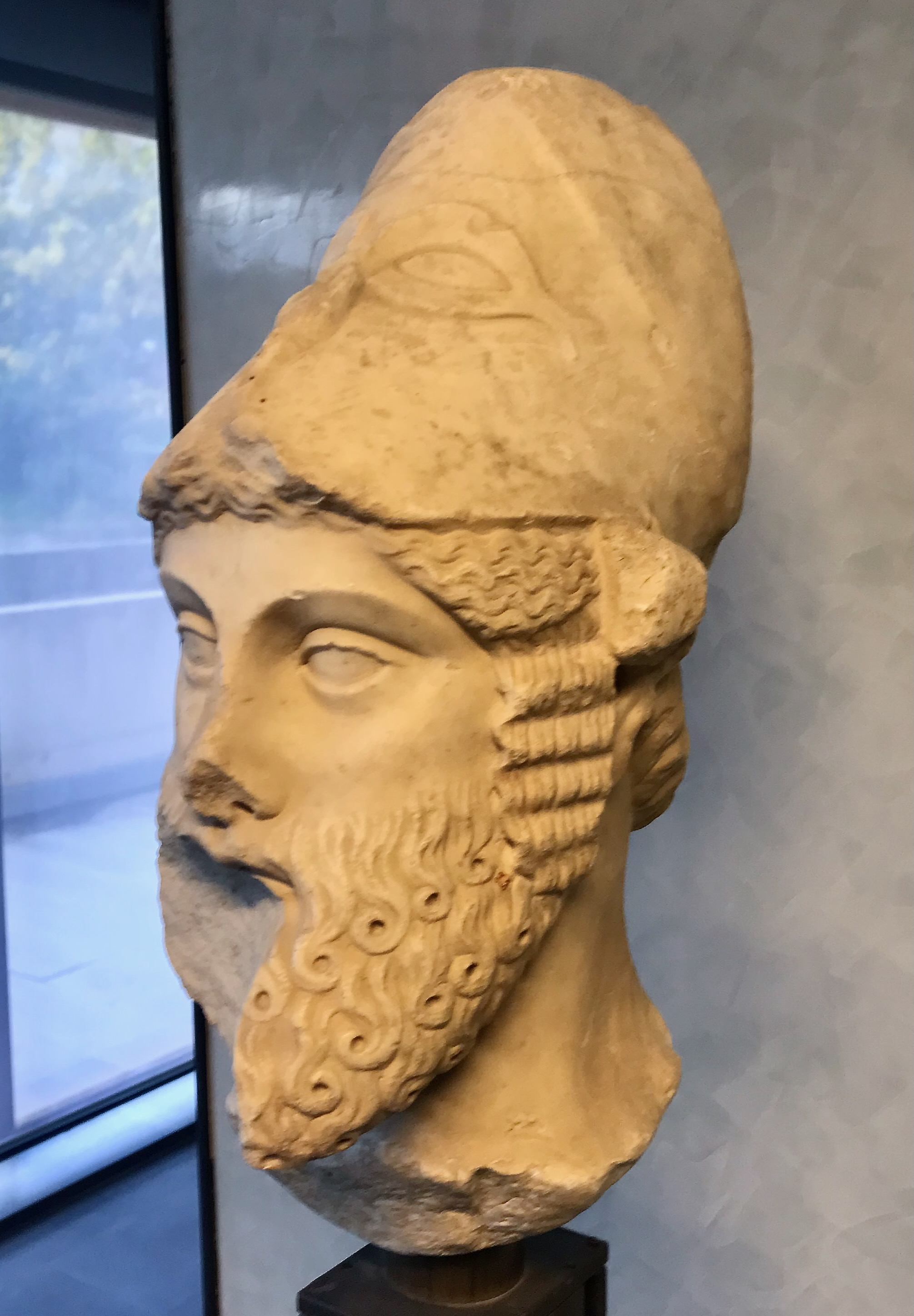
Buste du tyran Anaxilas de Rhêgion, exposé au musée régional de Messine.

La colonie atteint un âge d'or sous la tyrannie avisée d'Anaxilas, qui fait de Rhêgion une cité de premier ordre sur les plans politique et économique au sein du monde méditerranéen.
À l'aube du Ve siècle av. J.-C., la cité se trouve dans une posture particulièrement délicate, en proie à des menaces croissantes prêtes à l'assaillir de toutes parts : à l'ouest, les Étrusques renforcent leur présence en mer Tyrrhénienne tandis qu'elle subit déjà la pression des Crotoniates par le nord et que Syracuse montre des premiers signes de velléités expansionnistes au-delà du détroit depuis la Sicile au sud. La situation intérieure n'est guère bien meilleure alors que le régime oligarchique en place est extrêmement impopulaire auprès des masses pauvres, excédées par les privilèges dont l'aristocratie jouit sans partage.
Anaxilas, jeune soldat d'origine messénienne, parvient à tirer profit des tensions qui pèsent sur la cité et s'empare du pouvoir en 494 av. J.-C. avec l'appui du peuple qu'il va favoriser par une série de décisions politiques généralement bien accueillies dans une cité à vocation marchande telle que Rhêgion. Il accueille fraternellement les exilés ioniens de Samos et de Milet fuyant l'invasion perse de leurs cités d'origine ; une partie d'entre eux s'intègre à la vie locale et s'y installe définitivement.
Cependant, l'enjeu prédominant de sa politique étrangère reste de s'assurer la mainmise du détroit. Afin de se prémunir face aux incursions des Étrusques, le tyran fait édifier, à l'entrée nord du couloir maritime, une forteresse sur l'imposant rocher de Scylla, redouté des marins en raison de la présence du monstre légendaire. Mais la menace syracusaine reste bien présente et il a pour idée d'occuper militairement la rive sicilienne du détroit afin de régner en maître incontesté sur ces eaux ; le port de Zancle entre dans sa ligne de mire.
L'opportunité d'établir une tête de pont en Sicile se réalise lorsque de nouveaux réfugiés samiens arrivent en masse avec l'intention de fonder une nouvelle cité sur l'île. Anaxilas les exhorte plutôt à envahir Zancle dont les habitants font appel à leur allié Hippocrate de Géla qui, ne souhaitant se mettre le tyran de Rhêgion à dos, s'entend seulement avec les nouveaux arrivants afin de partager le butin de leur conquête. Ainsi, les Samiens peuvent librement entrer en possession de Zancle jusqu'à en être chassés à leur tour par Anaxilas en 491 av. J.-C., qui parvient enfin à mettre à exécution son plan d'expansion de part et d'autre du détroit et attribue à la cité sicilienne le nom de « Messéné » en hommage à sa lointaine patrie d'origine.
Même après avoir sécurisé les deux rives du détroit, Anaxilas dut suivre une diplomatie astucieuse en raison de la convoitise que sa position attisait auprès des puissances voisines, à commencer par Syracuse qui se dote sous Gélon d'une flotte puissante qui lui permettrait de terrasser la plupart de ses adversaires en mer. Rhêgion subit un premier revers lorsque Géla, alliée de Syracuse, s'empare par la ruse de la cité d'Himère, contraignant son tyran Térillos, beau-père d'Anaxilas, à prendre la fuite. Ce dernier, déterminé à laver cet affront et à réinvestir son beau-père sur le trône déchu, sollicite l'intervention des Carthaginois, qui ne parviennent toutefois pas à s'imposer et sont défaits par l'alliance dorique formée entre Géla, Agrigente et Syracuse, selon la tradition le jour même où les Grecs de la grande terre s'imposent après avoir livré une lutte acharnée aux Perses à la bataille des Thermopyles.
L'ascension prodigieuse de Syracuse, qui impose désormais son autorité sur une grande partie de la Sicile, contrecarre la quasi totalité des ambitions hégémoniques d'Anaxilas. Pire encore pour ce dernier, l'influence syracusaine dépasse le détroit lorsque sa flotte interrompt de justesse une tentative d'invasion rhégienne de Locri en 477 av. J.-C., qui va définitivement briser l'amitié de longue date entre les deux cités italiotes. Néanmoins, le tyran, qui tient toujours Messéné, privilégie la voie diplomatique afin d'éviter l'affrontement direct et offre sa fille en mariage à Hiéron, frère de Gélon.

#### École pythagoricienne de Rhêgion

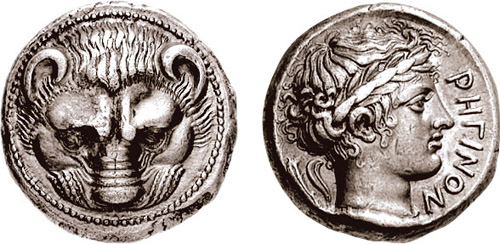
Pièce de monnaie à l'effigie d'Apollon portant l'inscription « ΡΗΓΙΝΟΝ » (aux Rhêgiens), frappée dans la période pythagoricienne.

À la suite de la révolte démagogique de Cylon contre le pythagorisme, la plupart des représentants de l'École pythagoricienne furent contraints d'abandonner Crotone et trouvèrent refuge à Rhêgion, où Anaxilas les accueillit en sa qualité de mécène. Cet événement permit à la cité de connaître un épanouissement intellectuel porté à son plus haut niveau par des érudits tels que Lycos (père adoptif du poète Lycophron), Hippon ou Hippys.
La doctrine pythagoricienne, qui conçoit la vie humaine comme une quête de sagesse sans fin, met au goût du jour le culte de la lumière divine, incarnée par la figure d'Apollon dont la présence caractéristique sur les pièces de monnaie locales permet de dater avec certitude la période de leur production.
Le rayonnement culturel de l'École pythagoricienne de Rhêgion resplendit sur toute la Grande-Grèce et attire notamment un nombre croissant de poètes et de sculpteurs qui contribuent de manière significative à élever la cité en termes de goût esthétique et artistique. Une école de sculpture y voit le jour et Pythagore de Rhêgion, son plus illustre représentant, est cité parmi les cinq grands sculpteurs classiques aux côtés de Phidias.

### Alliance tarentine et nouveaux débouchés commerciaux
Avant de s'éteindre en 476 av. J.-C., Anaxilas confie ses deux jeunes fils ainsi que la régence de la polis à son fidèle conseiller Micythos, homme habile et d'une grande ouverture d'esprit qui hérite d'une cité en proie à une instabilité économique et politique croissante en raison de circonstances extérieures globalement défavorables.
Tout d'abord, Syracuse soumet les cités ioniennes de Sicile (Naxos, Catane et Léontinoï), réduit leurs habitants en esclavage et les fait repeupler de mercenaires du Péloponnèse pour les transformer en avant-postes militaires. Messéné et son détroit, toujours solidement rattachés à Rhêgion, représentent les derniers obstacles à la suprématie totale de Syracuse sur la façade orientale de la Sicile. Or, désormais privée de ses cités-sœurs insulaires et haïe des Locriens depuis l'invasion avortée d'Anaxilas, Rhêgion se retrouve en situation d'isolement diplomatique qui ne jouerait pas en sa faveur en cas d'invasion syracusaine.
Le nouveau tyran tourne alors son attention vers le nord, où ses pourparlers avec Crotone, qui tient rancune à Rhêgion depuis la bataille de la Sagra puis l'accueil des pythagoriciens, sont un échec critique, mais parvient à établir un dialogue fructueux avec Tarente qui se solde par la formation d'une alliance économique et militaire entre les deux cités, qui tirent chacune bénéfice de la position géographique avantageuse de l'autre : Rhêgion en tant que maîtresse du détroit de Sicile et Tarente en tant que cité marchande sur la route commerciale vers la Grèce et l'Orient. Cette alliance a également pour but de nuire à la concurrence que leur mènent les autres poleis italiotes et sicéliotes, à commencer par Syracuse dont la pénétration audacieuse en mer Tyrrhénienne déplaît fortement à Micythos.

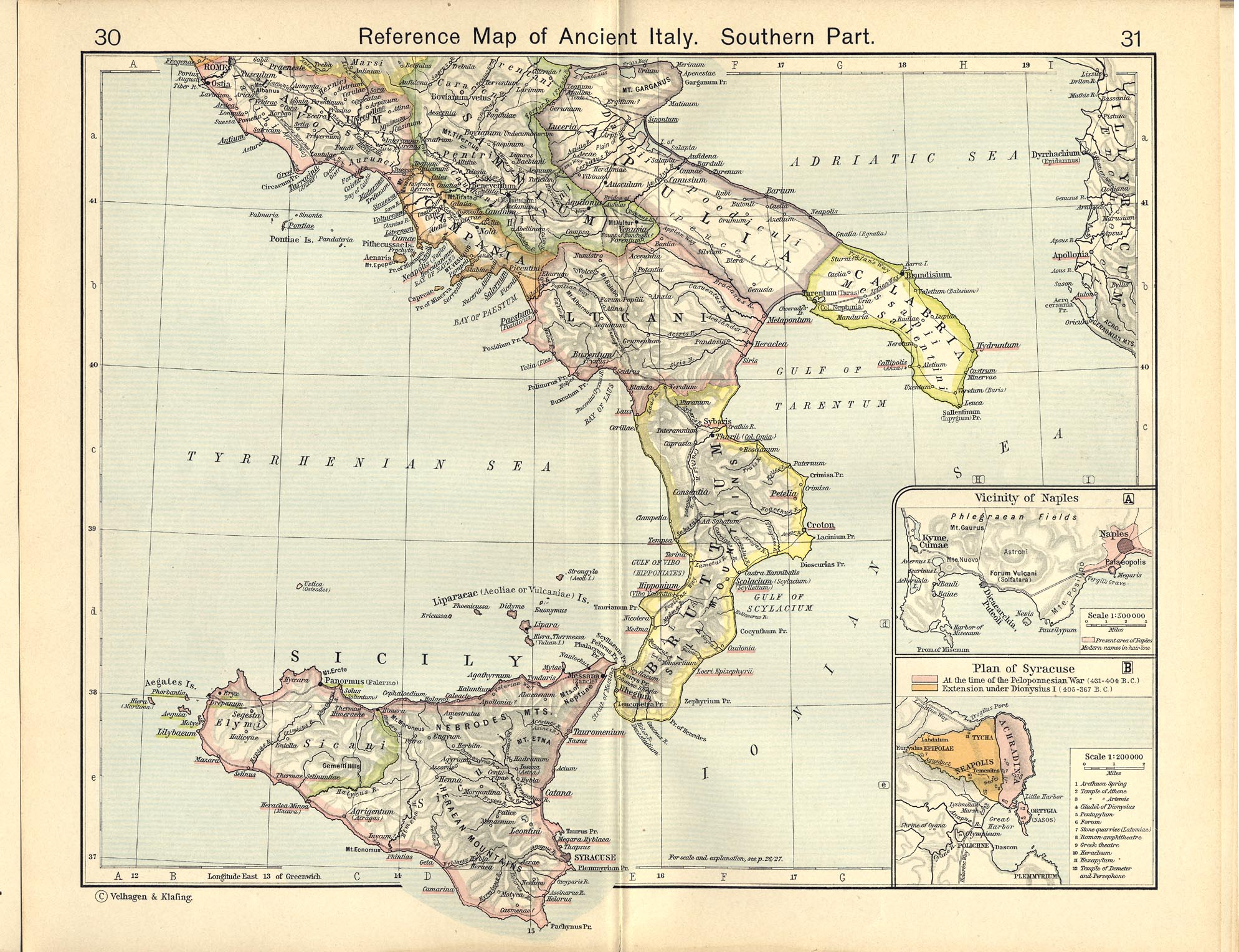
Carte de l'Italie méridionale à l'époque romaine - le Siris, en Lucanie, relie la colonie de Pyxous au golfe de Tarente.

Ce rapprochement permet en outre la mise en place de voies de communication terrestres entre le golfe de Tarente et les dernières cités chalcidiennes de Campanie via la vallée de Siris, près de laquelle Micythos fonde la colonie de Pyxous (Policastro). Ainsi, les marchandises arrivées à Tarente sont déchargées à l'embouchure du fleuve et remontent la vallée pour atteindre Pyxous sans encourir de rencontrer de présence hostile en mer Tyrrhénienne. C'est donc un franc succès sur le volet économique, reste à faire ses preuves sur le plan militaire.
L'occasion se présente en 473 av. J.-C. lorsque Tarente, assiégée par une armée de 25 000 Iapyges, fait appel à Rhêgion qui envoie un important contingent d'hommes en conséquence du nombre élevé de leurs ennemis. La bataille qui s'ensuit tourne néanmoins à l'avantage des assaillants et s'achève en débâcle pour les soldats rhégiens qui sont poursuivis jusqu'à Pyxous, dont les habitants comme les soldats en fuite sont massacrés ; Rhêgion perd sa colonie ainsi qu'un grand nombre d'hommes, la politique de Micythos s'achève donc par un fiasco total.
Le tyran est sévèrement récriminé par les citoyens de Rhêgion pour cet échec, et la mémoire collective le jugera de manière très négative relativement à son prédécesseur. Hiéron de Syracuse saisit cette opportunité pour se défaire de Micythos en incitant les fils d'Anaxilas, ses beaux-frères fraîchement devenus majeurs, à bannir leur tuteur et lui arracher le pouvoir. Les jeunes héritiers s'exécutent et Micythos, acceptant son sort, prend le chemin de la Grèce où il se retire à Tégée, en Arcadie.

### Régime aristocratique et alliance avec Athènes
Les fils d'Anaxilas règnent de concert sur Rhêgion mais, ne partageant pas l'intérêt de leur père pour les affaires de la cité et le bien commun de ses habitants, ils attisent rapidement le mécontentement des foules et sont chassés à leur tour par un peuple las et révolté. Le parti aristocratique en profite pour réaffirmer son emprise sur l'organe administratif avec une prépondérance des vieilles élites chalcidiennes, longtemps déclassées au profit des Messéniens. La chute de la tyrannie se traduit également par la perte de Messéné, qui recouvre sa liberté.

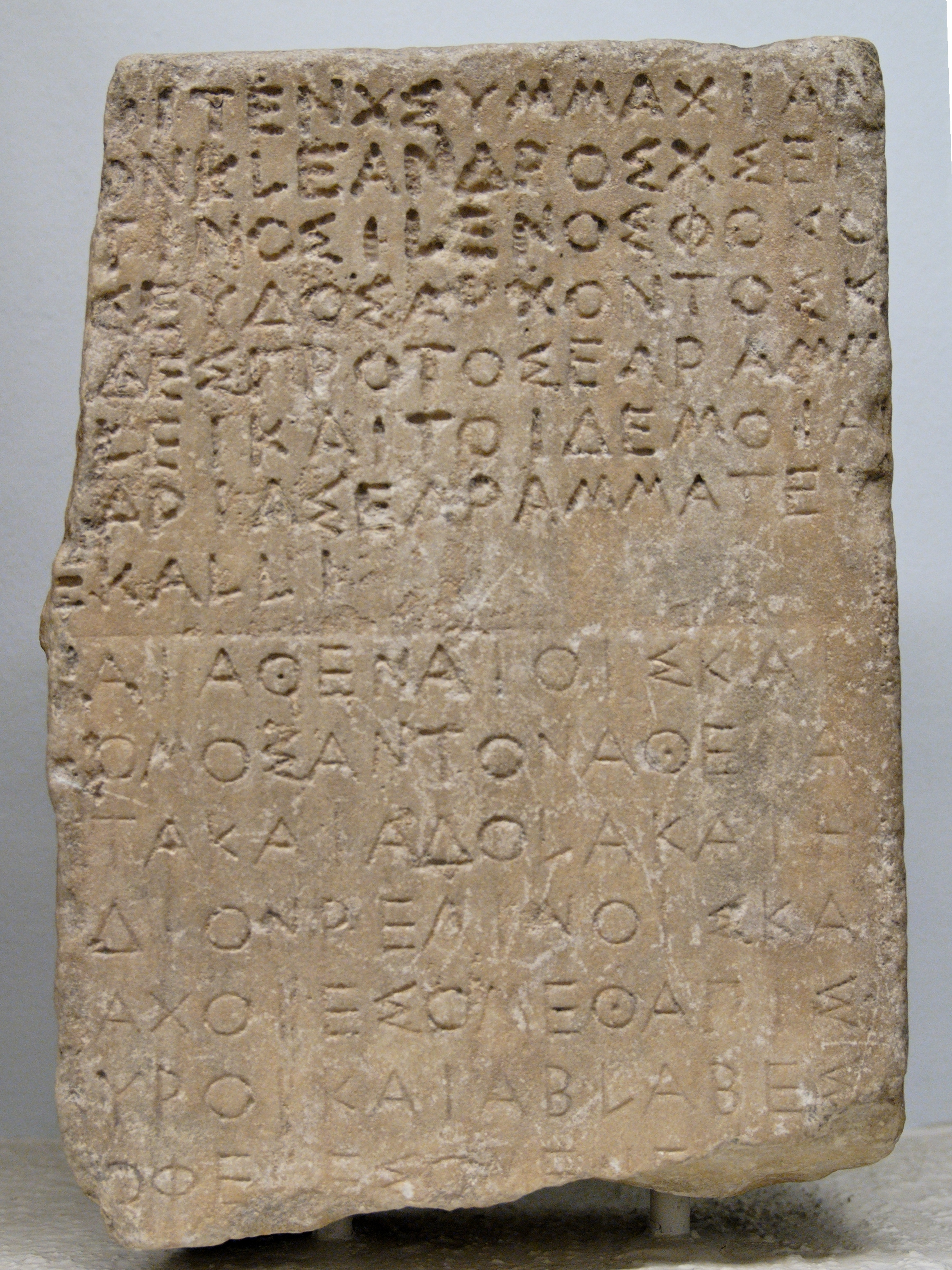
Traité d'alliance entre Rhêgion et Athènes, conservé au British Museum de Londres.

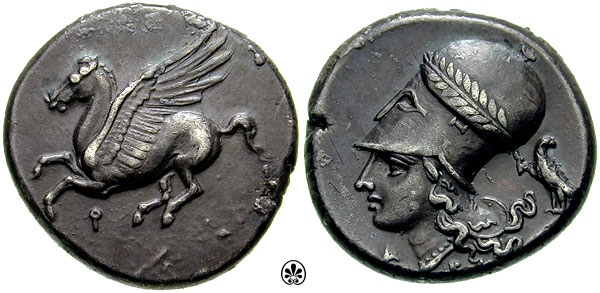
Le statère de Corinthe.

En 443 av. J.-C., Rhêgion, inquiète de l'entente entre Locri et Syracuse, conclut un traité d'alliance avec Athènes, décidée quant à elle à limiter l'influence dorique en Occident. Deux fragments de ce traité sont gravés sur les précieux marbres mis au jour par Lord Elgin en Grèce. Leur formule, tant directe que solennelle, dit :
« Ce sera la fidélité, l'abondance et la sincérité entre Athéniens, Rhégiens et leurs alliés […] se prêteront défense mutuelle selon les pactes. »
Athènes, longtemps restée à l'écart du mouvement colonisateur de la Grande-Grèce, parvient à s'y immiscer par la voie diplomatique. Témoignage de l'amitié et des échanges commerciaux nombreux entre les deux cités, Rhêgion commence à battre une monnaie hautement semblable au statère de Corinthe représentant la déesse Pallas Athéna à l'avers et Pégase au revers.
La première expédition sicilienne d'Athènes, lancée en 427 av. J.-C., répond à l'appel de Léontinoï qui se retrouve menacée par l'expansionnisme syracusain. Au mois de septembre, la flotte athénienne est accueillie à Rhêgion qui devient sa base d'opérations d'où elle va tenter de faire la conquête de la Sicile. Pour ce faire, elle souhaite commencer par réduire Locri et Messéné à l'obéissance et s'engage dans une bataille navale dans le détroit : la flotte syracusaine de 30 navires, malgré sa supériorité numérique, est vaincue une flotte conjointe athéno-rhégienne de 24 vaisseaux au large du cap Peloro. Cette démonstration de force ne rencontre qu'un succès diplomatique mitigé et ne donne lieu à aucune suite.
En pleine paix de Nicias, Athènes lance sa seconde expédition de grande envergure en Sicile sous l'égide d'Alcibiade en 415 av. J.-C. Le motif de l'intervention est cette fois-ci de défendre les intérêts de la cité alliée de Ségeste face à Sélinonte, amie de Syracuse et par conséquent, bien qu'indirectement, de Sparte. Athènes espère déclencher l'effet qui lui avait échappé douze ans plus tôt mais Rhêgion préfère adopter une posture neutre et, refusant d'accueillir les soldats athéniens entre ses murs, ces derniers sont contraints de camper à l'extérieur de la cité, près d'un temple d'Artémis qui se dressait sur la punta Calamizzi (affaissée lors d'un tremblement de terre en 1562). Ce refus catégorique de la part de Rhêgion est la démonstration de l'échec de la politique de Périclès en Occident.
Entre-temps, l'épisode de la première expédition couplé à un affaiblissement de la puissance crotoniate ont fortement ravivé les tensions entre Rhêgion et Locri qui aspirent toutes deux à entrer en possession d'Hipponion et de Medma, sur la côte tyrrhénienne du Bruttium. Or Phéax, se montrant conciliant envers les Locriens afin de les soustraire à l'influence adverse, reconnaît officiellement les deux colonies comme des possessions épizéphyriennes, suscitant la déception de l'opinion publique à Rhêgion qui change désormais radicalement de conduite. Cette neutralité s'avérera bénéfique pour Rhêgion puisqu'elle va lui permettre de ne rien souffrir de la cinglante défaite athénienne au siège de Syracuse en 413 av. J.-C.

### Guerre contre Syracuse
Lorsque Denys l'Ancien accède au pouvoir à Syracuse, Rhêgion, percevant les ambitions de ce nouveau tyran qui tendent vers la domination absolue du détroit, n'hésite pas à faire preuve de méfiance voire d'hostilité envers lui. Dans sa lutte d'influence contre Syracuse, elle cherche à s'attirer les faveurs de Messéné où elle tente de saborder la faction dorique de la classe dirigeante. Mais lorsque Denys se retrouve assiégé par les Carthaginois sur la citadelle d'Ortygie en 399 av. J.-C., les deux cités du détroit prennent le parti de voler à son secours en espérant que sa légitimité en sortira affaiblie et Rhêgion rassemble un contingent de 6 000 fantassins, 600 cavaliers et 50 navires dont l'influence sur la victoire syracusaine reste toutefois minime.
Denys propose une alliance aux cités du détroit qui lui serait d'un grand profit dans l'éventualité d'un nouvel affrontement contre les Carthaginois, dont les vaisseaux pourraient être bloqués par le nord. Mais s'il réussit sans peine à faire de Messéné son alliée, Rhêgion, pressentant les visées expansionnistes du tyran et fidèle à ses préceptes de « démocratie chalcidienne », rejette sa proposition et ne lui concède pas la moindre once de sympathie, à tel point qu'elle refuse même de lui accorder la main d'une femme de noble naissance et lui offre à la place la fille du bourreau, une esclave. Elle accueille en outre Phyton et Héloris, opposants politiques exilés par le tyran.
Cependant, et ce malgré la crainte si caractéristique de Denys qui le poussera à mener une guerre préventive contre Rhêgion, cette dernière ne fait montre d'aucune intention de favoriser Carthage dans le grand conflit qui l'oppose à Syracuse pour l'hégémonie sur la Sicile. Au contraire, Rhêgion se tourne à nouveau vers le continent en se joignant à la ligue italiote, alliance défensive des poleis de la péninsule italienne contre la pression croissante des Lucaniens venus du nord. Le tyran, qui voit cette confédération d'un mauvais œil, projette de l'envahir et stationne une garnison militaire à Messéné en 394 av. J.-C. Après avoir émis des protestations, Rhêgion envoie une armée de l'autre côté du détroit dans une vaine tentative de reprendre la ville alors que Denys organise une riposte nocturne qui ne rencontre guère plus de succès. La muraille de Rhêgion, âprement défendue par Héloris, reste inviolée.
En 390 av. J.-C., le tyran syracusain comparaît de nouveau devant les murs de Rhêgion à la tête d'une flotte de 120 navires qui occupent toute la surface du détroit. La ligue italiote intervient et Crotone envoie 60 navires pour attaquer les flancs de l'assaillant, qui est une nouvelle fois repoussé et doit se réfugier à Messéné à l'arrivée d'une violente tempête. Denys se montre persévérant et juge approprié de s'allier aux Lucaniens, l'autre grande menace qui pèse sur les cités italiotes, afin de coordonner ses efforts avec eux et profiter d'une diversion de leur part pour se relancer à l'assaut de Rhêgion. L'occasion idéale se présente lors d'une guerre entre Lucaniens et Thourioï mais celle-ci s'achève prématurément en raison d'une mésentente entre Denys et son frère Leptinès dépêché sur place, qui rétablit trop promptement la paix entre Lucaniens et Grecs.

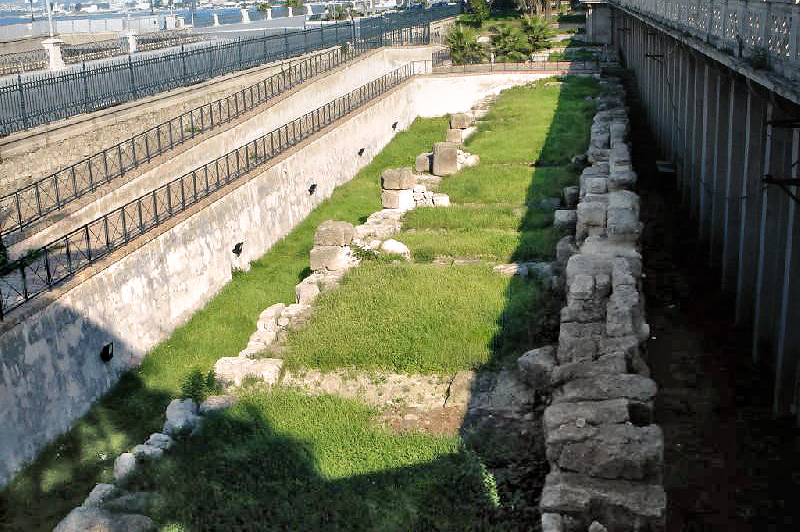
Vestiges de murs grecs près du bord de mer.

Le tyran décide de prendre directement les choses en main au printemps 388 av. J.-C. et débarque avec quelques navires du côté de Messéné dans l'objectif d'isoler Rhêgion et couper ses communications maritimes pendant que le gros de son armée attaque Kaulon par surprise et la défait en toute hâte, avant même que ses alliés italiotes ne puissent intervenir en sa faveur. En reprenant la route du détroit, les navires syracusains viennent à bout de quelques vaisseaux crotoniates rassemblés sporadiquement et atteignent Rhêgion qui, affolée, désorganisée et privée de tous ses alliés, n'a d'autre choix que de se rendre et négocier des conditions de paix pour conserver son indépendance.
Le traité signé par Denys exige de Rhêgion le versement d'un tribut annuel que la cité vaincue, appauvrie par les dévastations de la guerre et les demandes continuelles, est incapable de payer dès sa deuxième année de redevance. Denys, en faisant preuve d'une grande déloyauté, voit là un énième prétexte pour fondre sur Rhêgion avec une férocité inouïe. Il n'y a plus aucune chance de salut pour les Rhégiens dont la résistance héroïque mais futile dure onze mois. Ce n'est que lorsque la faim et la misère envahit ses citoyens que le stratège Phyton ouvre les murs de la cité, se rend et est tué.
Rhêgion, cité italiote florissante et patrie de nombreux hommes illustres, perd ainsi sa souveraineté en 387 av. J.-C. D'après les historiens, elle ne subit pas de dégâts considérables et seuls ses murs sont rasés tandis que Denys s'y fait édifier une somptueuse résidence. La cité est refortifiée sous Denys le Jeune, fils et successeur du précédent tyran, qui la renomme Phœbea en l'honneur d'Apollon. La polis parviendra à se libérer du joug syracusain en 351 av. J.-C., regagnant par la même occasion son nom d'origine, Rhêgion.

## Antiquité romaine

### Cité confédérée et Via Popilia

La Via Popilia relie Capoue et Rome, au nord, au port de Rhegium, au sud.

À l'aube du IIIe siècle av. J.-C., Rhêgion subit les incursions des Bruttiens et coopère avec Rome pour réprimer les pillards et les refouler dans les montagnes du Bruttium (nom romain de la Calabre). En 282 av. J.-C., Rhegium se place directement sous la protection de la République en pleine expansion dans le sud de la péninsule lors de la guerre de Pyrrhus, au terme de laquelle elle reçoit les titres de cité confédérée et « socia navalis ». Elle se retrouve à nouveau au cœur d'un conflit qui oppose cette fois Rome à Carthage lorsque Hannibal, victorieux sur tous les fronts, parvient à maîtriser tout le sud de l'Italie en 212 av. J.-C. à l'exception de Rhegium et de Tarente, d'autant mieux défendus qu'ils sont les uniques ports de la région aptes à recevoir des renforts significatifs.
Afin d'assurer une liaison terrestre sûre entre Rome et l'extrémité méridionale de la péninsule italienne, les magistrats décrètent en 132 av. J.-C. la nécessité de tracer une nouvelle voie routière, la Via Popilia, qui relie la civitas foederata de Rhegium à Capoue, où elle croise la Via Appia menant à la capitale. Les travaux, initialement supervisés par le consul Lucius Popilius Laenas, sont achevés sous la préture de Titus Annius Rufus (d'où la raison pour laquelle certains textes la mentionnent sous le nom de Via Annia). Le cippo di Polla (« pierre de Polla ») indique avec précision l'itinéraire de la Via Popilia et cite les principales villes traversées par la voie, qui sont du nord au sud : Capua, Nuceria, Muranum, Cosentia, Vibo Valentia, Columna Rhegina et Rhegium.
La guerre sociale, pendant laquelle tous les alliés italiques s'unissent contre Rome pour réclamer les mêmes droits politiques que la capitale, éclate en 90 av. J.-C. et Rhegium en constitue l'un des théâtres d'opération, le seul en Bruttium : Marcus Lamponius et Pontius Telesinus dirigent l'armée rebelle vers la cité, demeurée fidèle à Rome, et prévoient de s'y établir pour lancer l'invasion de la Sicile voisine mais le préteur de l'île, Caius Norbanus, prend les armes et organise la défense de Rhegium qui, en signe de gratitude, lui dédie une statue dont le socle portant des inscriptions gravées a été retrouvé lors de fouilles sous la ville.

### Municipe romain et période impériale
En récompense de sa loyauté envers Rome pendant la guerre sociale, Rhegium devient en 89 av. J.-C. un municipium cum suffragio, c'est-à-dire une ville dont les habitants reçoivent la citoyenneté romaine tout en conservant la liberté d'être gouvernée selon ses propres lois et avec le maintien de la langue grecque. Les édifices publics de Rhegium sont desservis individuellement par un réseau d'aqueducs prélevant l'eau de la rivière Annunziata aux abords de l'actuelle via Reggio Campi ; une vaste citerne elliptique a été révélée sur la via Acri.
Sous l'ère augustéenne, elle prend officiellement le nom de Rhegium Julium (« Reggio Giulia » en italien) sur décision de l'empereur Auguste qui la peuple de sa gens Iulia. La cité lui consacre une statue, dont la base portant l'inscription « AUGUSTI » a été mise au jour en 1920. S'ouvre alors une lente romanisation de la langue et des coutumes locales, témoignage de son intégration culturelle au monde romain, et un affaiblissement puis la perte de son autonomie institutionnelle. Les documents qui nous sont parvenus signalent tout de même que la cité est encore dotée à cette époque d'une boulè et d'un prytanée.
Néanmoins, si la latinisation est en bonne voie, le grec y est maintenu dans toutes les couches de la société, utilisé tant par la classe dirigeante que par les marchands qui entretiennent des rapports commerciaux avec les cités hellénisées d'Égypte et d'Asie Mineure ; la trouvaille d'une architrave en marbre portant une inscription latine dédiée à Isis et Sarapis (divinités égyptiennes), datée du Ier siècle av. J.-C., atteste de l'assiduité manifeste des échanges matériels comme culturels de Rhegium avec l'Orient.

Malgré les nombreux séismes qui s'y produisent, Rhegium Julium reste l'une des villes les plus importantes d'Italie méridionale tout au long de la période impériale. Elle est administrée au IIe siècle par des ædilicia potestas tandis que le pouvoir législatif est entre les mains de quattuorvirs désignés tous les cinq ans.

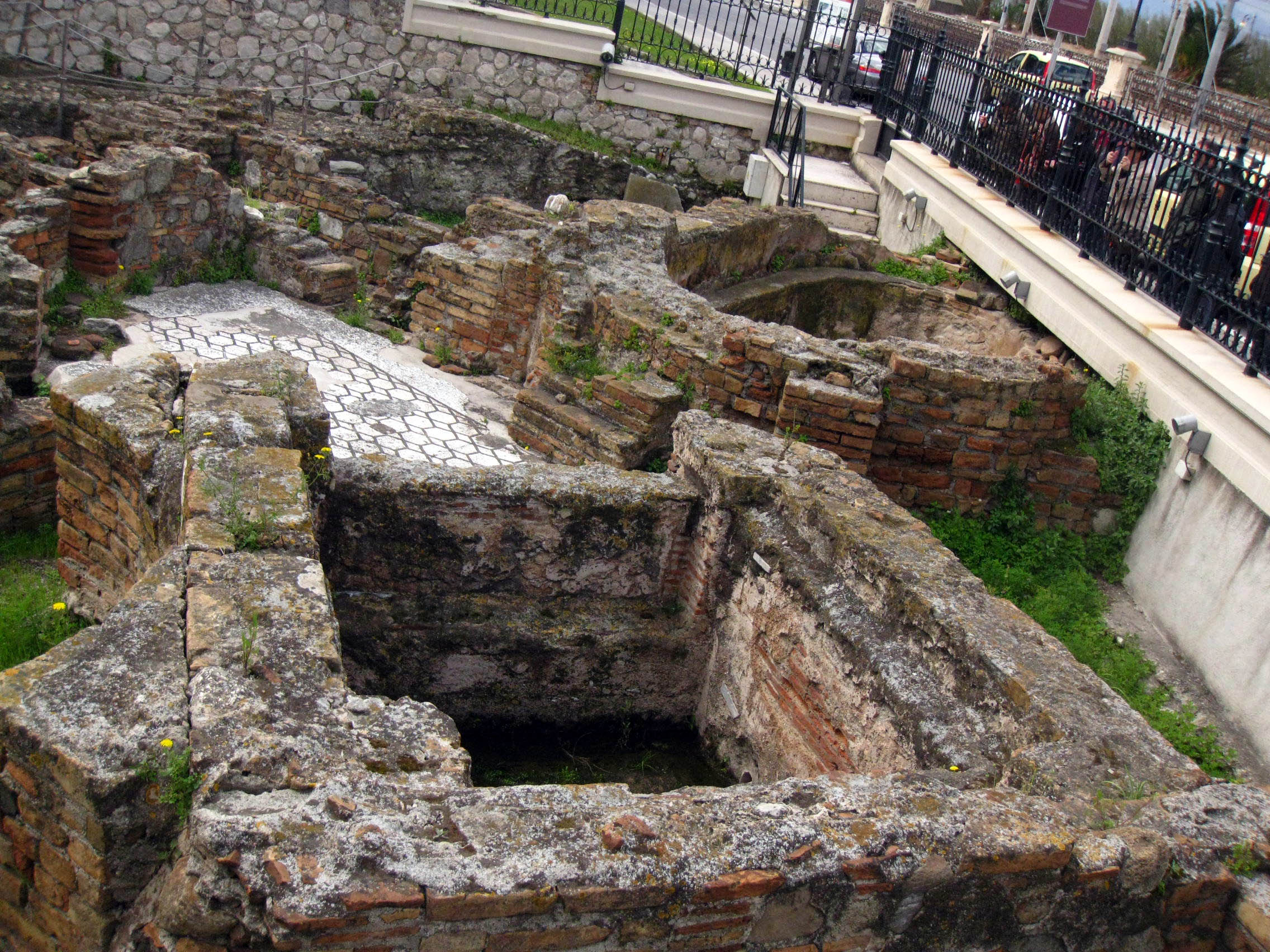
Vestiges de thermes romains près du bord de mer.

À la suite de la réforme administrative des regiones italiennes au IVe siècle, la cité abrite la résidence du gouverneur (corrector) de la nouvelle province de Lucania et Brutti et les preuves textuelles comme archéologiques démontrent qu'elle connaît un certain regain d'activité à cette époque : édifications d'un nouveau prytanée et d'un temple consacré à Apollon (emplacements inconnus de nos jours) ; vestiges d'un nymphée monumental près de la gare ferroviaire du Lido et de thermes sur la piazza Italia. L'abondance des ressources en eau a permis la construction d'un vaste complexe thermal disposant de secteurs publics et privés le long du bord de mer, probablement au cœur de la vie sociale des habitants de Rhegium et marque distinctive du raffinement de la civilisation d'antan, attesté par une inscription datée de l'an 374 apr. J.-C. retrouvée en 1912 à l'intersection du corso Garibaldi et de la via Palamolla louant les actions du gouverneur Ponce Atticus qui fit reconstruire les thermes et restaurer le palais de justice attenant après un séisme survenu en 305.

### Christianisation et chute de l'Empire romain
En longeant la côte, nous allâmes à Rhegium.
Saint Paul
Rhegium fut parmi les premières cités de la péninsule italienne à abriter une communauté chrétienne et elle accueillit saint Paul, tel que relaté dans les Actes des Apôtres (XXVIII, 13), au cours de son troisième périple qui le conduisit de Malte à Rome en l'an 61.
La cité est saccagée et détruite par les Wisigoths juste après la mort de leur roi Alaric en 410, lors de ce qui est la première incursion barbare en terres italiennes depuis de nombreux siècles et préfigure la chute de l'Empire romain d'Occident, qui surviendra en 476.

## Moyen Âge

### Empire romain d'Orient

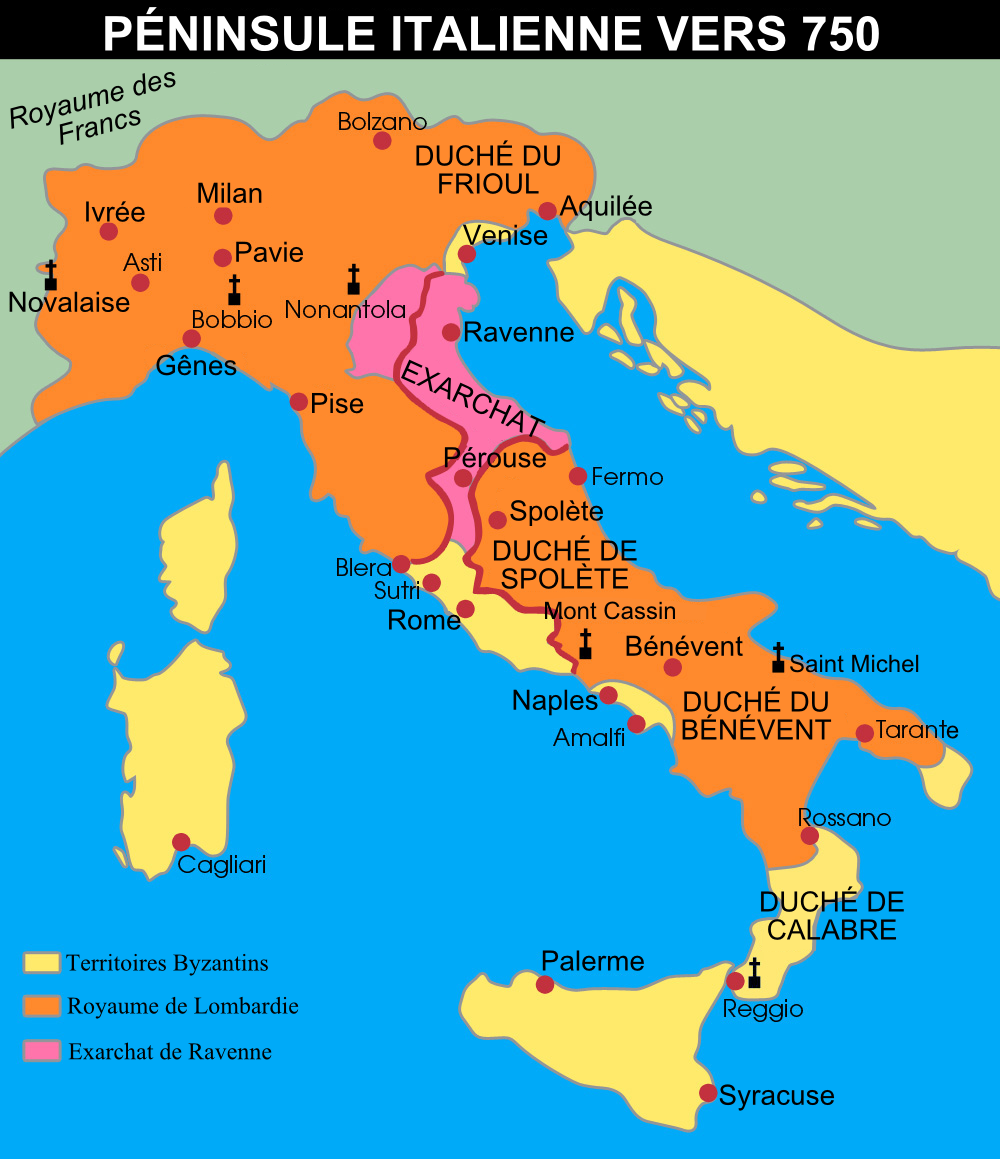
Carte de l'Italie au milieu du VIIIe siècle, Reggio se trouve dans le duché de Calabre.

Sous le règne de l'empereur byzantin Justinien, Rhegium est reconquise en 535 par les troupes de Bélisaire qui font réériger ses fortifications et la dotent d'une puissante muraille dont l'entretien, compte tenu de la période de prospérité prolongée offerte par l'ancien Empire romain, n'avait plus été jugé nécessaire. Cela va lui permettre de devenir une place forte byzantine au cours de la guerre des Goths, lors de laquelle elle parvient à repousser un siège de Totila en 549. Elle accède au titre de capitale du duché de Calabre, qui remplace le nom de Bruttium à partir du VIe siècle.
Le sacre de l'empereur Basile Ier s'accompagne d'un bouillonnement culturel intense pour la ville, dont le siège épiscopal est élevé au rang de métropole des quelques possessions sud-italiennes encore sous la souveraineté byzantine. Elle s'affirme ainsi comme le noyau solide de l'Église orientale dans la région et connaît un afflux considérable de moines basiliens qui favorisent la construction d'oratoires et monastères érémitiques isolés dont se couvrent les montagnes de l'arrière-pays rhégien ; peu d'entre eux ont survécu aux destructions qui ont frappé la région mais les vestiges les plus évocateurs de cette période sont les ruines de l'église abbatiale Santa Maria de Tridetti à Staiti, le monastère Sant'Elia de Seminara ou encore la célèbre Cattolica de Stilo avec le monastère San Giovanni Théristis.

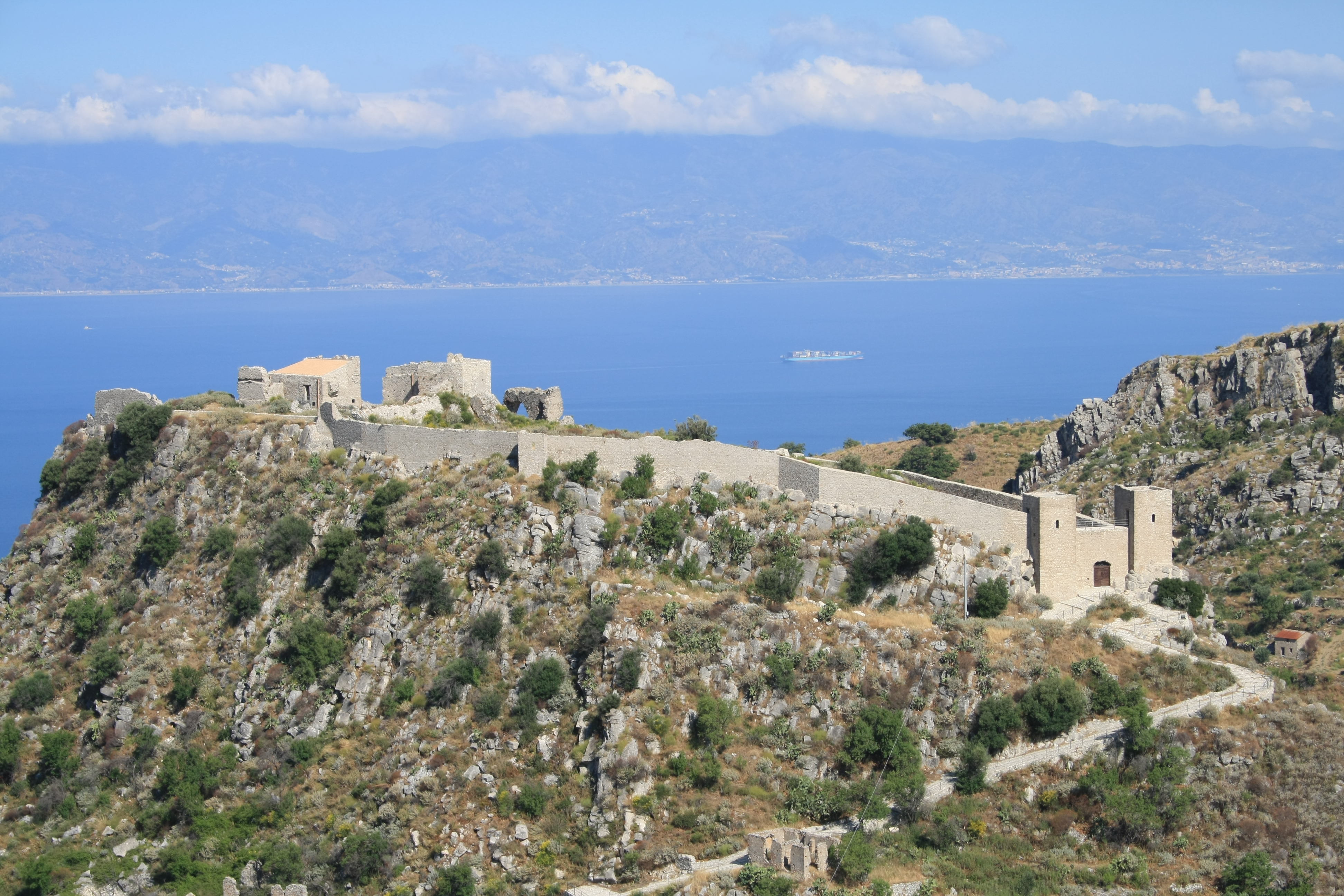
Vue du château de Sant'Aniceto (Motta San Giovanni).

En 901, Reggio est capturée par les Sarrasins qui massacrent des dizaines d'habitants parmi lesquels l'évêque de la ville. Les Byzantins la récupèrent huit ans plus tard et en font la capitale d'un thème, circonscription administrative dont les moyens mis en œuvre pour la défense militaire sont renforcés. C'est au cours de cette période que Byzance prend la décision de transférer la culture des mûriers et l'élevage des vers à soie de Syrie (constamment menacée par les invasions) en Calabre, dont le port de Reggio va exporter la production et devenir l'un des moteurs de l'économie impériale.
Afin de mieux se prémunir face à la menace arabe, qui vient de leur arracher la Sicile, les Byzantins entreprennent autour de l'an 1000 l'agrandissement du château (dont la construction initiale remonte à une époque indéterminée) ainsi que l'érection de multiples forts de surveillance sur les hauteurs surplombant immédiatement la ville et le détroit appelés kastra (kastron au singulier, mais actuellement reconnus sous leur appellation normande de mottes) dont subsistent notamment les exemples de Sant'Aniceto, Sant'Agata, Calanna et Cenisio.
Guaimar IV, prince de Salerne allié aux Byzantins, mande une unité de mercenaires normands dirigés par Guillaume de Hauteville à Reggio pour renforcer l'armée byzantino-lombarde de Georges Maniakès, catépan d'Italie, qui parvient à reconquérir une douzaine de villes siciliennes dont Syracuse en 1039, quoique brièvement.

### Conquête normande
En 1050, le pape, désireux d'étendre son pouvoir temporel sur les possessions italiennes de Byzance qu'il vise à latiniser, fait appel à ces mêmes mercenaires normands qui vont lancer une longue campagne d'invasion de la Calabre rencontrant initialement peu de succès. Ce n'est que six ans plus tard que les frères Robert et Roger de Hauteville planifient une conquête méthodique et systématique de la région : Catanzaro tombe en 1059 et la campagne de Reggio est mise à feu et à sang mais la ville en elle-même, puissant bastion impérial que les Byzantins n'auraient livré qu'à un prix fort, résiste aux sièges successifs.
Pendant la campagne, des frictions surgissent entre les deux frères généraux au sujet du partage des terres nouvellement conquises jusqu'au départ de Roger en Apulie pour mater une rébellion baronniale. Les Byzantins, ayant eu vent des dissensions qui règnent au sein du camp adverse, en profitent pour inverser le cours de l'invasion en dévastant Nicastro, qui accueillait une importante garnison normande, où ils parviennent à tuer plusieurs dizaines de dignitaires ennemis au printemps 1060. Cette victoire, plus symbolique que stratégiquement déterminante, eut pour effet de rassembler le front normand et d'apaiser les tensions entre les deux frères.
À peine quelques mois plus tard, les forces normandes se jettent en très grand nombre sur les murs de Reggio avant que les Byzantins ne puissent y rassembler suffisamment de provisions. La lutte est éprouvante pour les deux camps mais, contrairement aux sièges précédents, elle prend rapidement fin lorsque les assaillants forment une brèche dans la muraille, pénètrent librement dans la ville et la pillent. Vainqueurs et vaincus signent alors un traité permettant aux impériaux les plus fidèles de se retirer à Squillace, dernière citadelle byzantine de Calabre que Robert consent à ne pas attaquer,. Mais si ce dernier respecte volontiers les termes de l'accord, il en va autrement pour son frère qui capture la ville mal préparée dont les habitants s'enfuient vers Constantinople, parachevant la conquête normande de la région.
Le duché normand de Calabre est proclamé par les frères Guiscard.

### Période normande
La dignité de duc de Calabre revient à Robert Guiscard tandis que son frère Roger, détenteur du seul domaine de Mileto, se rebelle en guise de protestation. En réponse, le duc assiège Mileto mais Roger, défiant ouvertement l'autorité de son frère, parcourt la région pour inciter les villes à la rébellion et s'établit à Gerace. Pendant ce temps, Robert, avec le soutien d'un basileus (noble d'origine grecque) qui lui est resté loyal, fait secrètement son entrée dans la ville de Reggio dont la majorité de la population a épousé la cause de son frère mais il finit par être capturé par des citoyens rebelles et ne doit son salut qu'à l'intervention de Roger, qui ordonne sa libération. Le basileus complice, lui, n'a pas connu la même clémence.
Pendant que la situation se stabilise à nouveau, Robert décide de séjourner à Reggio et se consacre à la restauration de la ville et de ses murailles, toujours éprouvées par les guerres contre les Byzantins, et en fait le siège du giustizierato (pouvoir judiciaire) de Calabre sans l'inféoder pour autant. Il y transfère en outre le siège épiscopal dans l'optique de la faire revenir dans l'orbite de l'Église romaine mais, s'il impose la hiérarchie latine, il assure également la survie de la liturgie byzantine conservée en héritage, pratiquée jusqu'au XVIe siècle dans la Cattolica dei Greci, qui accueille désormais la chaire du protopape en tant que cocathédrale de la ville.
La refortification de la ville intervient alors qu'elle s'apprête de nouveau à servir de base pour la reconquête de la Sicile sarrasine, déchirée par des crises internes. La proximité entre Reggio et Messine, ainsi qu'avec toute la côte orientale restée globalement imperméable à l'islamisation contrairement à l'ouest de l'île, a grandement favorisé l'opération en permettant aux forces normandes d'infiltrer la noblesse messinoise, partisane d'une reconquête chrétienne. La ville occupe ainsi une position éminemment stratégique jusqu'à l'occupation totale de la Sicile par les Normands.
Robert meurt en 1085 et son fils Roger lui succède comme duc de Calabre. Trois ans plus tard, Benavert (nom déformé de l'émir Ibn-Abbad de Syracuse) débarque sur la punta Calamizzi, près de Reggio, où il saccage une église dédiée à saint Georges ainsi qu'un monastère d'une grande richesse réputé pour la qualité artistique de ses icônes. Roger contre-attaque et le poursuit jusqu'à Syracuse où il le tue, récupérant la ville au passage. Les habitants de Reggio, qui auraient aperçu saint Georges se tenant aux côtés du duc à son retour de Sicile, développent une dévotion privilégiée pour le saint et l'adoptent comme patron.
Les hostilités entre Roger II, comte de Sicile, et son cousin Guillaume, duc de Calabre depuis peu, dégénèrent en affrontements jusqu'à l'intervention du pape Calixte II qui pacifie les deux rivaux en les faisant parvenir à un accord en 1122 : le comte doit fournir à son cousin un escadron de cavaliers afin de réprimer la révolte de Jourdain, comte d'Ariano ; en échange de quoi Guillaume doit abandonner toutes ses possessions calabraises. Ainsi Roger II, déjà comte de Sicile et prince de Salerne, se rend à Reggio où il est reconnu duc d'Apulie et de Calabre. Ce n'est qu'après son couronnement sur le trône de Sicile qu'il délaisse Reggio pour Palerme en 1130.

### Souabes, Angevins et Aragonais
Après les Normands, Reggio passe successivement des Souabes aux Angevins puis aux Aragonais, sous lesquels elle connaît des fortunes fluctuantes. C'est l'avènement des Angevins, en 1266, qui entraîne une forte détérioration des conditions économiques et sociales du royaume tout entier en raison de la pression fiscale imposée pour financer les guerres de la maison d'Anjou. C'est pourquoi Reggio se révolte à de multiples reprises et finit par se rallier aux Aragonais à l'occasion des Vêpres siciliennes, en 1282, mais seule la Sicile insulaire parvient à s'extirper de la domination angevine que le reste du royaume va subir pour encore un siècle et demi.
Or, en dépit de la conquête aragonaise en 1442, la situation locale ne s'améliore guère en raison de la décision d'Alphonse le Magnanime d'attribuer la ville en fief au comte Alphonse de Cardona. Cet affront à la liberté des citoyens de Reggio sera de courte durée, une vingtaine d'années marquée par des actes de rébellion constants de la part d'une ville qui ne pouvait supporter la perte de sa liberté et d'une tradition profondément enracinée d'autonomie communale. En 1462, une nouvelle révolte populaire contraint Antonio de Cardona (fils et successeur d'Alphonse) à se réfugier de l'autre côté du détroit à Messine. Les insurgés réclament la défenestration de Cardona et la réintégration de leur ville au domaine royal. Ainsi, le roi Ferdinand accorde à la ville - avec le consentement de Cardona lui-même, dépassé par les événements -, son incorporation perpétuelle au domaine royal ainsi que la confirmation de ses privilèges municipaux.
De cette manière, Reggio connaît dans la seconde moitié du XVe siècle une phase de développement particulièrement féconde mais qui ne s'inscrira toujours pas dans la durée à cause de l'instabilité de la couronne d'Aragon.

## Période moderne

### XVIesiècle

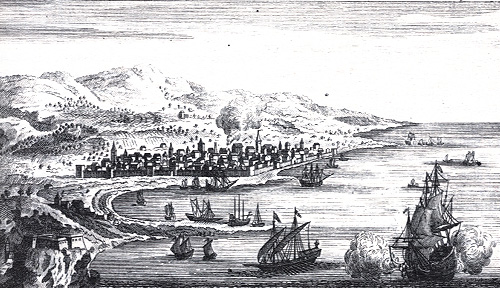
Illustration de Reggio au XVIe siècle.

Alors que la guerre franco-espagnole fait rage dans la péninsule italienne, Reggio est conquise en 1502 par le général Gonzalve de Cordoue, dit le Gran Capitán, qui la remet à Ferdinand le Catholique ainsi que tout le royaume. Cette nouvelle ère de domination espagnole n'a pas initialement eu d'effet très néfaste pour la ville, qui poursuit sa croissance et est dotée du titre de capitale de la province de Calabria Ultra (Calabre ultérieure). Ce sont en revanche une série de facteurs externes qui vont la plonger dans le chaos au cours du XVIe siècle, à commencer par l'avancée ottomane en Méditerranée et les raids de corsaires qui en découlent.
Elle est saccagée une première fois en 1512 par le fameux pirate Khayr ad-Din, mieux connu sous le nom de Barberousse ; les Turcs reviennent assiéger Reggio en 1526 mais sont cette fois repoussés ; elle n'échappera cependant pas à la dévastation en 1594 par la main de Cigalazade Sinan, renégat italien converti à l'islam. Entre-temps, la ville subit un séisme le 20 octobre 1562 qui provoque l'effondrement du promontoire de la punta Calamizzi, submergé en même temps que le monastère de San Nicola, facilité par le détournement du lit du Calopinace organisé quelques années plus tôt par les autorités locales afin de construire le Castel Nuovo, fort militaire jugé nécessaire pour se défendre contre les invasions. Cette catastrophe va priver Reggio de son ancien port naturel, désormais englouti.
Ainsi, en plus de mettre en péril la production et le commerce, les incursions turques affaiblissent politiquement la ville, qui se dépeuple et se voit privée de son statut de capitale provinciale en conséquence.
L'idée d'un déclin total et généralisé reste tout de même à nuancer, les échanges commerciaux se poursuivent et Reggio connaît à la même époque une scène intellectuelle active. À ce titre, l'archevêque Gaspare Ricciulli dal Fosso, illustre prélat d'origine noble né en Calabre citérieure et ancien frère de l'ordre des Minimes au sanctuaire San Francesco de Paola, fonde un séminaire à Reggio avec l'appui des Dominicains puis y promeut l'ouverture d'un collège jésuite pour l'instruction des laïcs. Financé par le commissaire royal Pirro Antonio Pansa, inquisiteur qui récolte des fonds et des autorisations, ainsi que le prêtre Nicolás Bobadilla, qui collecte toutes sortes d'aides et convainc les notables citadins de l'utilité d'une telle institution, le Collège des Jésuites de Reggio naît le 2 février 1564 et est destiné à l'enseignement des humanités, de la rhétorique, de la philosophie, des sciences physiques et des mathématiques.

### XVIIeetXVIIIesiècles

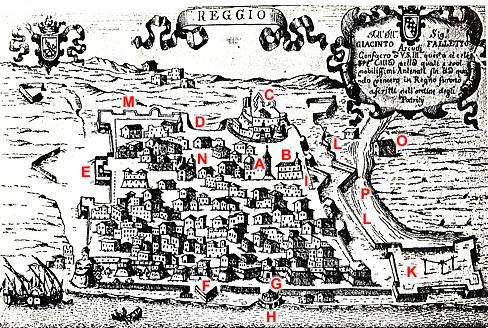
Gravure du XVIIe siècle, précieux témoignage sur la configuration de la ville de Reggio et ses fortifications à cette époque :
' : église-mère ; ' : évêché ; ' : château ; ' : Porta Falsa ; ' : Porta Mesa ; ' : Porta Amalfitana ; ' : Porta della Marina ou Porta Dogana (douane maritime) ; ' : Fontana Nuova ; ' : Porta San Filippo ; ' : Castel Nuovo ; ' : fossés ; ' : remparts ; ' : Cattolica (ancienne cathédrale de rite grec) ; ' : moulins ; ' : fleuve Calopinace (dont l'embouchure fut détournée au siècle précédent afin de permettre la construction du Castel Nuovo).

La culture et l'exportation de la bergamote (de nos jours AOP), agrume né spontanément dans les champs de Reggio au XVIIe siècle, devient à cette époque sa principale source de revenus aux côtés de l'élevage des vers à soie dont l'industrie était destinée à péricliter à la fin du siècle suivant. En 1735, l'arrivée au pouvoir des Bourbons, qui remplacent les grands domaines latifundiaires par de petites propriétés paysannes, permet à Reggio de connaître un nouvel essor démographique et économique porté par l'agriculture spécialisée du « jardin méditerranéen » (agrumes, oliviers, vigne, etc.).
Les idées des Lumières se répandent parmi la classe instruite de Reggio, favorisant la naissance d'une loge maçonnique à l'instigation de Giuseppe Logoteta, sans effet majeur sur le tissu sociopolitique de la ville qui demeure étroitement surveillée par la police des Bourbons, à l'affût de la moindre velléité révolutionnaire. Leur seule victoire publique est la promulgation d'un édit royal en 1767 visant à expulser les Jésuites, dont le collège est transformé en école publique avec un corps enseignant exclusivement laïc.

#### Peste de 1743
En 1743, la ville est frappée par une grave épidémie de peste. Au mois de mars, un navire marchand génois contaminé en provenance de Grèce accoste à Messine pour y échanger de la laine et des céréales. Afin d'endiguer la propagation de la maladie, la cité péloritaine est fermée, complètement isolée et ses habitants livrés à eux-mêmes, tandis que le navire et toutes ses marchandises sont incendiés.
Pourtant, l'adoption de ces mesures draconiennes n'épargneront pas les terres calabraises du fléau de la peste à cause de la cupidité d'un marin de Fossa (actuelle Villa San Giovanni), dépêché à Messine par un conventuel laïc de Reggio qui entendait profiter de la détresse des citoyens messinois en proie à la famine pour leur vendre des denrées à prix d'or. De retour sur la terre ferme, le marin et sa famille succomberont à la maladie quelques jours plus tard. Le préfet de la province ayant eu vent de cette sombre affaire, un cordon sanitaire est établi autour du village de Fossa que les autorités décident d'anéantir par les flammes. Le conventuel laïc, insensible au destin tragique de son complice, ne l'entend toujours pas de cette oreille et corrompt une pizzochera (religieuse disposant d'un sauf-conduit lui permettant de franchir le cordon sanitaire) pour ramener le précieux butin du défunt à Reggio. Une fois n'est pas coutume, la pizzochera emporte avec elle l'épidémie et décède, son commanditaire connaît cette fois le même sort.
Alors que la peste désole la cité, le roi de Naples octroie des pouvoirs extraordinaires à son ministre des armées afin d'isoler par tous les moyens possibles, sur terre comme sur mer, l'ensemble de la Calabre du reste du royaume. La stratégie du lieutenant consiste à tracer deux lignes de confinement transversales entre les deux mers bordant la région d'est en ouest, une première régie par une fermeté absolue de Squillace à Sant'Eufemia dans l'espoir de limiter les ravages de l'épidémie à Reggio et sa campagne, et une seconde à l'extrémité nord de la province entre Cetraro et Rossano,.
De la sorte, et bien que Reggio et Messine sont décimées par la peste, les mesures sanitaires ont porté leurs fruits et la maladie ne s'est pas propagée au reste du royaume ni même de la Calabre, où les conséquences furent essentiellement économiques, comme à Crotone, isolée et dotée d'un lazaret bien qu'aucun cas d'infection n'y fût recensé. L'activité reprend son cours habituel au bout de quelques mois et Reggio renoue avec une croissance soutenue.

#### Séisme de 1783

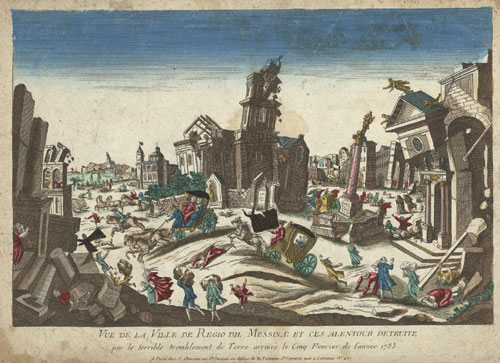
Le désastreux séisme de 1783.

En 1783, la ville est en grande partie détruite par un nouveau séisme dont les multiples répliques vont ébranler toute la région et marquer durablement les esprits du fait du nombre élevé de victimes et des pertes matérielles considérables. Reggio se rétablit lentement et est entièrement reconstruite conformément aux plans de l'ingénieur Giambattista Mori, qui la redresse selon des critères plus rationnels avec un tracé urbain orthogonal caractérisé par de grandes axes parallèles au littoral entrecoupées de rues traversières se croisant à angle droit.

George Gissing, romancier anglais du XIXe siècle séjournant à Reggio dans le cadre de son Grand Tour, dit :
La reconstruction a rendu Reggio propre et agréable.

## Période contemporaine

### XIXesiècleet unification italienne

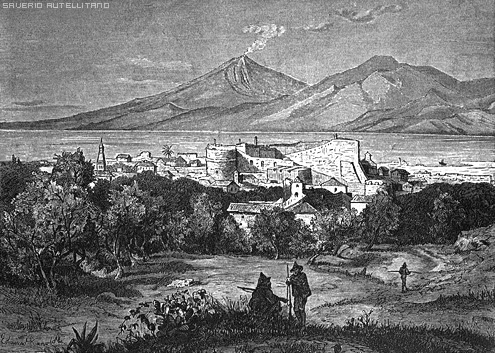
Incision de Reggio et son château avec l'Etna en arrière-plan (XIXe siècle).

Avec la conquête de l'Italie par Napoléon Bonaparte, Reggio connaît les règnes éphémères mais novateurs de Joseph Bonaparte puis Joachim Murat, sous lesquels elle subit un processus de modernisation à grande vitesse :
- D'importants ouvrages routiers sont réalisés, notamment les ponts sur l'Annunizata et le Calopinace ;
- L'éclairage public au pétrole est introduit dans le centre historique ;
- L'ancien collège jésuite, dont la gestion avait été confiée aux abbés du monastère enseveli de San Nicola en 1801, est transformé en hôpital militaire et enfin en école publique par un décret du 29 novembre 1811[30] ;
- La construction du Real Teatro Borbonio est lancée, mais sera achevée après la restauration des Bourbons.

Située à la frontière du royaume de Sicile, qui accueille les Bourbons de Naples en exil, le roi Ferdinand IV en tête, la ville représente la porte d'entrée du continent pour les loyalistes désireux de restaurer l'ordre ancien en même temps qu'un bastion fondamental à la défense du royaume bonapartiste pour les forces armées françaises. Le détroit devient donc l'épicentre des frictions entre Français et Britanniques sur le front méditerranéen, les derniers largement avantagés sur les premiers en raison de la présence à Messine d'une citadelle hautement fortifiée offrant une protection sans commune mesure à leur flotte. Reggio, en revanche, n'est guère protégée que par ses remparts et le Castel Nuovo, aux dimensions bien trop modestes, en plus d'être en position excentrée, au sud de Messine, ce qui la rend compliquée à rallier par voie terrestre.
Le 26 janvier 1810, la ville est bombardée par une petite flottille ennemie qui fait 28 morts, mais l'événement qui met la cour de Murat en forte alarme se produit le 11 février, lorsque les Britanniques débarquent au pied des murs de Reggio et font aplanir le fort à coups de canon : si la ville n'est pas capturée, cette bravade démontre figurativement la supériorité indiscutable des forces anglaises sur celles de la France en Méditerranée. Au mois d'avril de la même année, Reggio de Calabre est accordée au général Oudinot en qualité de duché. Conscient de la menace qui pèse sur son royaume s'il laisse la Calabre sans défense plus longtemps, Murat se rend personnellement à Reggio le 16 juillet et y reste trois mois afin de superviser l'érection (ou la restructuration) des forts d'Altafiumara, Torre Cavallo et de Piale, sur l'actuel territoire communal de Villa San Giovanni.

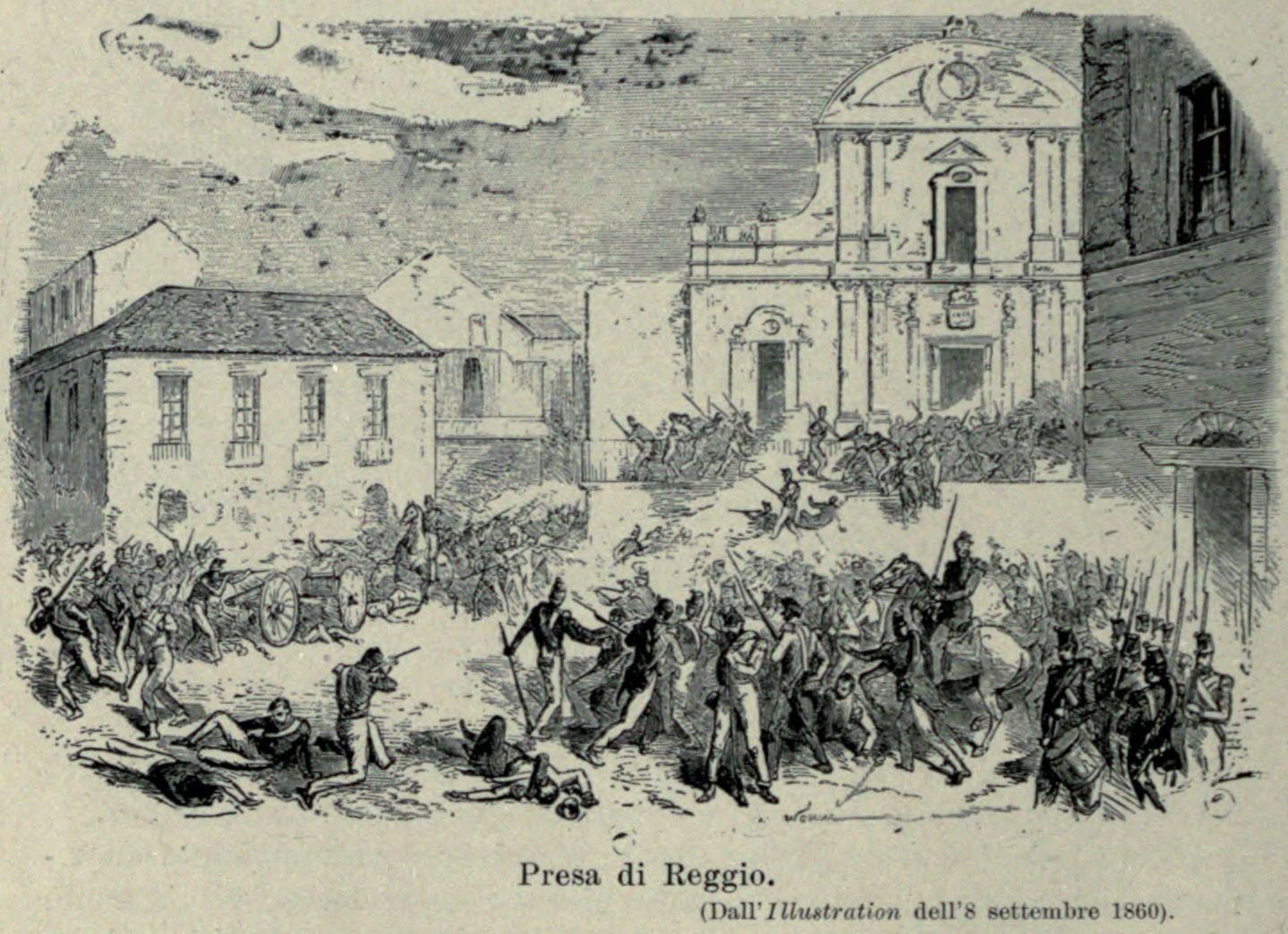
Bataille de Reggio sur la place de la cathédrale.

Au terme de cet intermède napoléonien, la ville retourne aux Bourbons qui l'élèvent au rang de capitale de la nouvelle province de Calabria Ultra Prima (Calabre ultérieure première) au sein du royaume des Deux-Siciles tout récemment créé. Elle s'embrase à deux reprises lors d'une insurrection révolutionnaire le 2 septembre 1847 et lors de la battaglia di Piazza Duomo (bataille de la place de la cathédrale), offensive victorieuse menée par les troupes garibaldiennes pour la rattacher au royaume d'Italie en 1860.

### Séisme de 1908 et étalement urbain

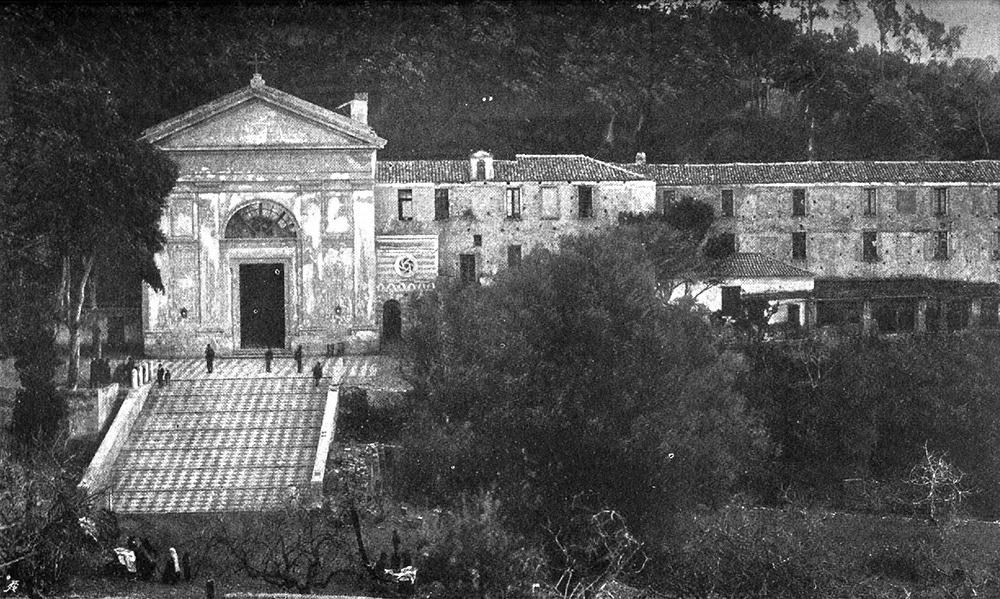
L'ancien sanctuaire de l'Eremo, lieu hautement sacré pour les habitants de Reggio, fut entièrement détruit par le séisme de 1908.

Le 28 décembre 1908, la ville est à nouveau rasée par la catastrophe naturelle la plus meurtrière du XXe siècle en Europe lorsqu'un violent séisme immédiatement suivi d'un tsunami destructeur frappe les deux rives du détroit, provoquant des dizaines de milliers de morts à Reggio aussi bien qu'à Messine. Alors qu'elle connaît dans le même temps un afflux croissant de populations en provenance des villages sinistrés de l'arrière-pays montagneux, elle est reconstruite à la hâte en suivant les lignes directrices dictées par les plans de l'ingénieur De Nava et fait la part belle à des immeubles de faible hauteur de style Liberty (variante italienne de l'Art nouveau) édifiés selon les nouvelles normes antisismiques de l'époque.
Les nouveaux plans de reconstruction ont conduit à une nette expansion du noyau urbain de Reggio au-delà de ses deux anciennes frontières naturelles qui n'avaient jamais été franchies auparavant, la fiumara Annunziata au nord avec la création de Santa Caterina et la fiumara Calopinace au sud avec l'adjonction du quartier populaire de Sbarre. Enfin, le centre historique ayant davantage souffert du raz-de-marée consécutif que du séisme en lui-même, décision fut prise de ne réédifier aucune construction aux abords directs du rivage, où l'ancienne Real Palazzina (succession ininterrompue de somptueux palais, écho de la Palazzata de Messine également disparue) cède la place à une longue bande végétalisée jusqu'à la villa (jardin) botanique.

### Période fasciste

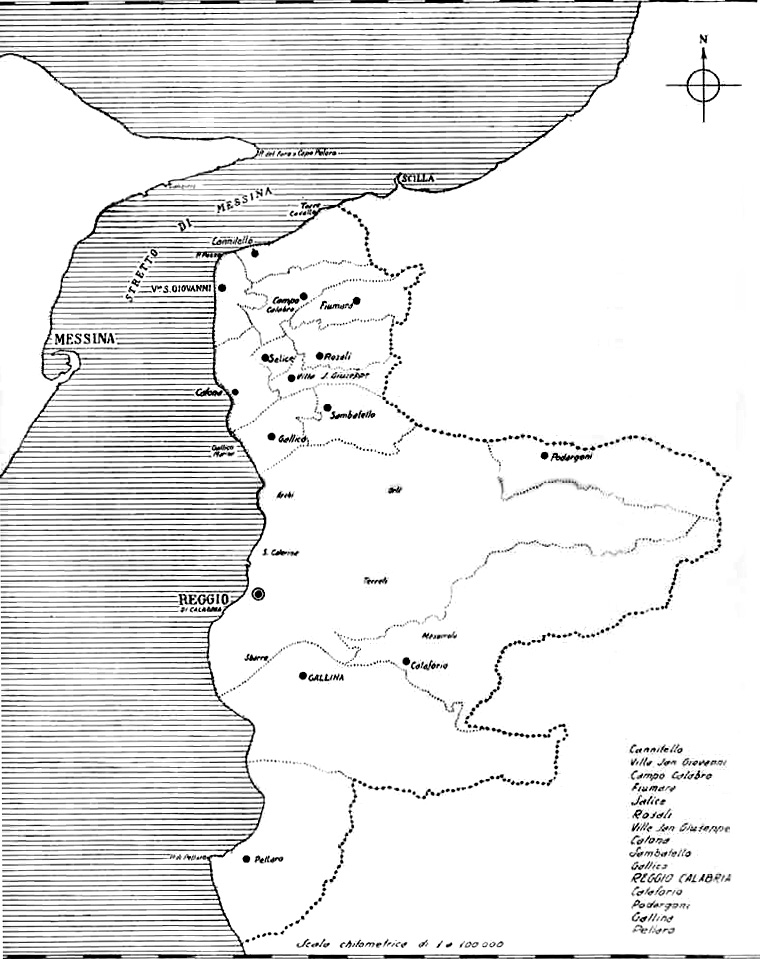
Carte de la « Grande Reggio », qui s'étendait jusqu'à la commune de Villa San Giovanni.

La phase de reconstruction de Reggio coïncide avec celle de l'avènement du fascisme en Italie. La ville se montre initialement peu encline à soutenir la mouvance pourtant dominante dans le pays, et les élus locaux portés au pouvoir par les élections législatives de 1924 sont tous antifascistes tandis que, plus tard dans la même année, des manifestations de joie s'emparent des rues de la ville à la suite de l'ébruitement d'une rumeur infondée quant à la supposée démission du gouvernement de Mussolini.
Parallèlement, au milieu de ces temps troublés, le territoire municipal de Reggio est fortement élargi par le projet « Grande Reggio » obstinément défendu par le premier podestà (maire sous l'Italie fasciste) de la ville, Giuseppe Genoese Zerbi, qui fusionne les quatorze communes limitrophes composant le tissu urbain : Catona, Gallico, Ortì, Podàrgoni, Mosorrofa, Gallina, Pellaro, Cannitello, Villa San Giovanni, Campo Calabro et Fiumara (les quatre dernières seront ensuite détachées pour former la municipalité de Villa San Giovanni). La population de la ville a ainsi dépassé pour la première fois le seuil des 100 000 habitants.
De plus, Reggio accueille une Casa del Fascio (maison du parti fasciste), exemple de construction rationaliste et centre névralgique du pouvoir politique dans la ville situé sur la vaste piazza del Popolo (place du Peuple), dominée par une estrade depuis laquelle Mussolini prononce un discours en 1939. Des années 1920 aux années 1930, les infrastructures publiques de la ville sont modernisées, des quartiers entiers sortent de terre, une nouvelle gare ainsi qu'un nouveau théâtre sont construits, et le musée national de la Grande-Grèce est créé.
Considérée comme étant géographiquement stratégique, la ville est dotée de plusieurs casernes (Luigi-Mezzacapo, Duca-d'Aosta, Borrace et Cantaffio), le port abrite d'importants réservoirs de carburant ainsi qu'une base militaire équipée d'une piste d'atterrissage, celle-là même qui fait de nos jours office d'aéroport, abritant deux postes de commandement, l'un italien et l'autre allemand, au sud du centre-ville. Ainsi, la ville s'est retrouvée directement impliquée dans les plans de libération orchestrés par les Alliés au cours de la Seconde Guerre mondiale: en mai 1943, Reggio est bombardée à plusieurs reprises par les alliés anglo-américains et, le 3 septembre, elle passe sous l'occupation militaire des troupes de la 8e armée du général Montgomery, pendant que les nouvelles élections portent à la tête de l'administration municipale le socialiste Antonio Priolo, qui deviendra par la suite sous-secrétaire aux gouvernements Parri et De Gasperi.

### Histoire récente

#### Premiers jours de la République et campanilisme
Les élections à l'assemblée constituante et les élections législatives du 2 juin 1946 marquent le triomphe de la démocratie chrétienne, qui va dessiner la physionomie politique de la ville, majoritairement catholique et modérée, pour les décennies à venir. Durant cette période, le phénomène d'exode rural s'accélère et les montagnes environnantes se dépeuplent au profit de Reggio, qui atteint 165 882 habitants au recensement de 1974.
Les régions, autorités locales de nature intermédiaire promises par la nouvelle Constitution républicaine afin de permettre une certaine décentralisation et de trancher avec le modèle ultra-centralisateur qui prévalait sous le fascisme, sont en cours d'élaboration à partir de la fin des années 1940. Cependant, en Calabre, longtemps divisée en provinces distinctes, une vive concurrence se fait jour entre les trois villes de Cosenza, Catanzaro et Reggio afin de déterminer laquelle serait la plus légitime de s'imposer comme chef-lieu de la nouvelle région administrative à venir. Pour ce faire, la commission des affaires institutionnelles de la Chambre des députés est chargée d'identifier la ville la mieux adaptée à cette fonction au moyen d'enquêtes approfondies et d'inspections des trois cités candidates. La décision finale, exprimée dans le rapport « Donatini-Molinaroli », désigne Catanzaro qui bénéficie d'une position plus centrale au sein de la région vis-à-vis de ses rivales.
Les résultats du rapport sont farouchement contestés à Reggio tant par les citoyens que par les représentants institutionnels auprès desquels il suscite une opposition impétueuse et des protestations d'une telle ampleur que la classe politique est contrainte d'interrompre momentanément le projet de création des régions (il convient tout de même de rappeler qu'une situation similaire s'est produite dans les Abruzzes en raison de l'opposition entre L'Aquila et Pescara). Cette interruption entraîne en retour de fortes protestations et une grève générale qui paralysent les activités à Catanzaro du 25 au 28 janvier 1950, surnommées les quatre journées de Catanzaro. Avec le report et le gel du projet, les mouvements contestataires s'estompent bien assez vite mais prendront une tournure d'autant plus violente à Reggio avec la mise en place effective des régions dans les années 1970.

#### Années 1970, révolte de Reggio
La création officielle de la région administrative de Calabre en 1970 confirme la désignation de Catanzaro comme chef-lieu régional et la population de Reggio, indignée, organise un soulèvement général dit la « révolte de Reggio » (juillet 1970 - avril 1971) qui est le théâtre d'une suite d'émeutes longue de neuf mois. Des barricades sont érigées le long des axes principaux de la ville sous les yeux de la police, incapable de résorber le chaos. Alors que la violence des manifestations s'intensifie et dégénère en une véritable guérilla urbaine, l'armée est déployée sur place et les chars investissent la ville.
Outre l'enjeu administratif, la lutte, dont les figures principales sont le maire démocrate-chrétien Pietro Battaglia et le leader de l'insurrection Ciccio Franco (qui reprend par ailleurs le slogan boia chi molla, « qui abandonne est un bourreau », attribué à D'Annunzio), ont également pour objet la dénonciation de la corruption et de l'absence de planification industrielle dans le Mezzogiorno, qui alimente les inégalités persistantes entre le nord et le sud de l'Italie. Afin d'exprimer leur mépris à l'égard du gouvernement par lequel ils se jugent délaissés, les citoyens proclament officieusement l'indépendance de la « République de Sbarre » et du « grand-duché de Santa Caterina ».
Dans les mois qui suivent, le soulèvement est durement réprimé par l'intervention en masse des carabinieri, de la police nationale et d'unités de l'armée italienne pour un bilan total de cinq morts (dont les circonstances sont encore troubles), plusieurs centaines de blessés et des milliers d'arrestations.
L'épisode insurrectionnel prend fin à l'annonce d'un compromis de la part du gouvernement italien, qui transfère à Reggio le conseil régional, siège judiciaire de la Calabre (mais pas l'organe exécutif qui demeure au chef-lieu désigné). D'autres promesses impliquant des investissements massifs dans la région, et notamment la construction d'usines devant permettre sa revitalisation industrielle et commerciale, ne seront jamais mises en œuvre, ou alors partiellement comme aux salines de Saline Ioniche ainsi qu'au port de Gioia Tauro. Les conséquences de la révolte auront même des effets néfastes en déstabilisant les institutions locales (dégradation urbaine, constructions non autorisées et souvent laissées à l'abandon en étant inachevées, guerres des clans de la 'ndrangheta qui est la première bénéficiaire de ce climat de corruption généralisée) ce qui, couplé à l'absence d'aide significative de la part de l'État, entraîne un exode de la population jeune, dénuée de travail, vers les régions du nord et du centre de l'Italie.

#### Années 1980-1990, printemps de Reggio
L'université méditerranéenne de Reggio de Calabre, fondée en 1968, devient une université d'État en 1982 en même temps que le nouveau campus, la Cittadella Universitaria (« citadelle universitaire »), est bâtie sur les proches collines de Feo di Vito.
Vers la fin des années 1980, la ville amorce une timide reprise économique grâce au maire Italo Falcomatà qui, bénéficiant enfin du soutien du gouvernement central, inaugure une période de renaissance pour Reggio en relançant les projets immobiliers avortés au stade de chantier, en rénovant d'autres afin de lutter contre la dégradation urbaine et surtout en créant les infrastructures nécessaires au développement du secteur touristique, largement négligé jusqu'alors. Le tout en grande partie financé par l'État qui a approuvé le décret de Reggio qui prévoyait d'importantes allocations de fonds en vue de réhabiliter la ville de toute urgence.
Toujours sous l'impulsion d'Italo Falcomatà, cette politique aboutit à un renouveau socioculturel magistral élogieusement surnommé par la presse Primavera di Reggio (« printemps de Reggio ») à partir des années 1990, magnifiquement concrétisé par la restauration complète du front de mer de la ville afin de rendre honneur à la citation de Gabriele D'Annunzio qui loue sa qualité de « plus beau kilomètre d'Italie ». Initialement dédiée à Giacomo Matteotti, la promenade littorale est renommée Lungomare Falcomatà suite au décès prématuré du maire qui meurt en cours de fonction.

#### XXIesiècle
Hélas, la Primavera s'essouffle aux premières années du nouveau millénaire malgré la croissance de l'industrie touristique lors du mandat du maire Giuseppe Scopelliti ; la municipalité de Reggio, asphyxiée par le crime organisée, est dissoute pour connivence mafieuse le 9 octobre 2012 et placée sous la tutelle d'une commission préfectorale. Sa faillite financière imminente ainsi que la crise des déchets dont elle fait l'objet, laissant de nombreuses ordures pourrir sur la voie publique, contribuent à faire chuter Reggio de Calabre à la dernière place du classement des « meilleures villes d'Italie » établi par Il Sole 24 ore,. La commission préfectorale ne prend fin qu'à l'été 2014, lorsque de nouvelles élections municipales élisent Giuseppe Falcomatà, fils d'Italo Falcomatà, réélu pour un second mandat en 2020 ; sous son administration, la promenade du bord de mer est prolongée vers le nord et le port est réaménagé.

## Chronologie
- Polis grecque de Rhêgion, 730 av. J.-C. - IIIe siècle av. J.-C. ;
- Tyrannie dionysienne de Syracuse, 387 av. J.-C. - 357 av. J.-C. ;
- Rome antique, IIIe siècle av. J.-C. - 476 apr. J.-C. ;
- Invasions barbares, 476 - 535 ;
- Empire byzantin, 535 - 1060 ;
- Invasions arabes, Xe et XIe siècles ;
- Royaume de Sicile (Normands), 1060 - 1194 ;
- Royaume de Sicile (Souabes), 1194 - 1266 ;
- Royaume de Sicile (Angevins), 1266 - 1282 ;
- Royaume de Naples (Angevins), 1282 - 1442 ;
- Royaume de Naples (Aragon-Espagne), 1442 - 1713 ;
- Royaume de Naples (Habsbourgs d'Autriche), 1713 - 1735 ;
- Royaume de Naples (Bourbons), 1735 - 1806 / 1815 - 1816 ;
- Royaume de Naples (Bonapartes), 1806 - 1815 ;
- Royaume des Deux-Siciles (Bourbons), 1816 - 1861 ;
- Royaume d'Italie, 1861 - 1946 ;
- République italienne, depuis 1946.